# Конкорд
«Конко́рд» (фр. Concorde, буквально — «согласие») — британо-французский сверхзвуковой пассажирский самолёт (СПС), один из двух (наравне с Ту-144) типов гражданских сверхзвуковых самолётов, находившихся в коммерческой эксплуатации.
«Конкорд» был создан в результате слияния в 1962 году двух национальных программ разработки сверхзвукового пассажирского авиатранспорта, основными разработчиками самолёта стали компании Sud Aviation с французской стороны и BAC с английской, а двигательные установки Olympus 593 были разработаны совместно британской Rolls-Royce и французской SNECMA. Всего было изготовлено 20 самолётов, из которых 9 были проданы авиакомпаниям British Airways и Air France, а ещё 5 переданы этим же авиакомпаниям по символическим ценам 1 фунт стерлингов и 1 франк соответственно. Первый полёт прототипа состоялся в 1969 году, ввод в коммерческую эксплуатацию произошёл в 1976 году.
«Конкорды» эксплуатировались авиакомпаниями British Airways и Air France, каждая из которых имела по 7 самолётов. За 27 лет регулярных и чартерных рейсов было перевезено более 3 миллионов пассажиров, общий налёт самолётов составил 243 845 часов (см. ниже).
25 июля 2000 года один самолёт был потерян в катастрофе при вылете из парижского аэропорта «Шарль де Голль». В результате погибло 113 человек, из них на борту 100 пассажиров, 9 членов экипажа и 4 человека на земле. Эта трагедия приостановила полёты «Конкордов» на полтора года. В 2003 году полёты прекратила Air France, а затем и British Airways в связи с повышением цены на топливо.

## История создания

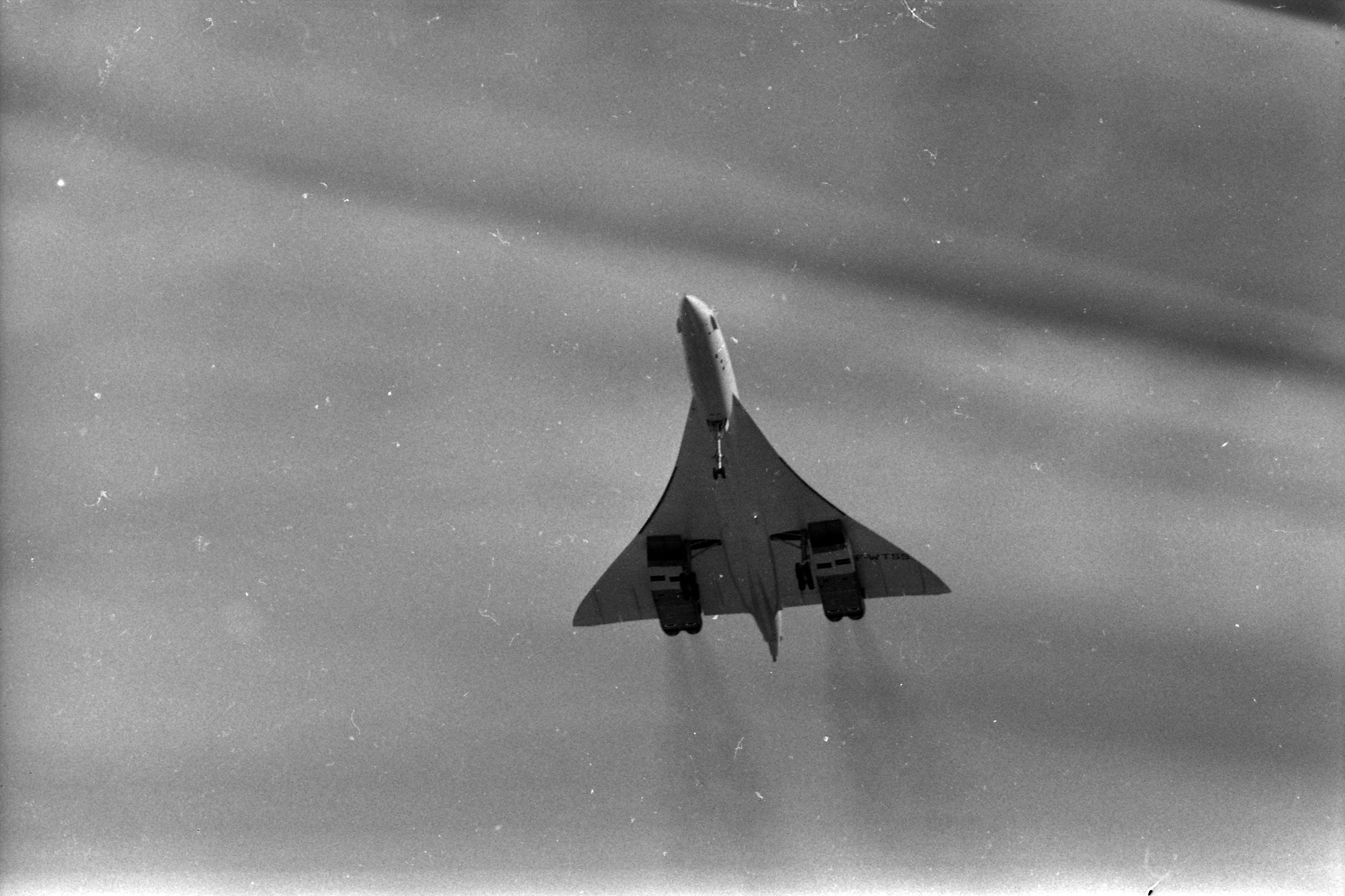
Первый полёт французского прототипа «Конкорда» в Тулузе 2 марта 1969 года, командир экипажа — Андре Тюрка

Начало работ по созданию сверхзвуковых пассажирских авиалайнеров относится к концу 1950-х годов, эта задача стала рассматриваться авиастроителями практически сразу после преодоления звукового барьера и появления сверхзвуковых бомбардировщиков. Наиболее интенсивные исследования шли в США, СССР, а также Великобритании и Франции.
В 1956 году в Великобритании был основан правительственный Комитет по сверхзвуковому транспорту (Supersonic Transport Advisory Committee, STAC), ставивший перед собой задачу «инициировать целевую совместную исследовательскую программу, направленную на осуществление возможности создания первого поколения сверхзвукового воздушного транспорта». Основным разработчиком по этой программе стала компания Bristol Aeroplane Company, действовавшая в партнёрстве с двигателестроительной компанией Bristol Siddeley, разработка финансировалась английским правительством. Финальной целью программы было создание скоростного пассажирского самолёта, который был бы способен перевозить более 100 пассажиров через Атлантику с максимально возможной скоростью. К 1962 году был спроектирован самолёт, получивший название Bristol 233, имевший дельтавидное крыло, четыре двигателя в спаренных подкрыльевых мотогондолах, отклоняемый носовой обтекатель и пассажировместимость 110 человек.

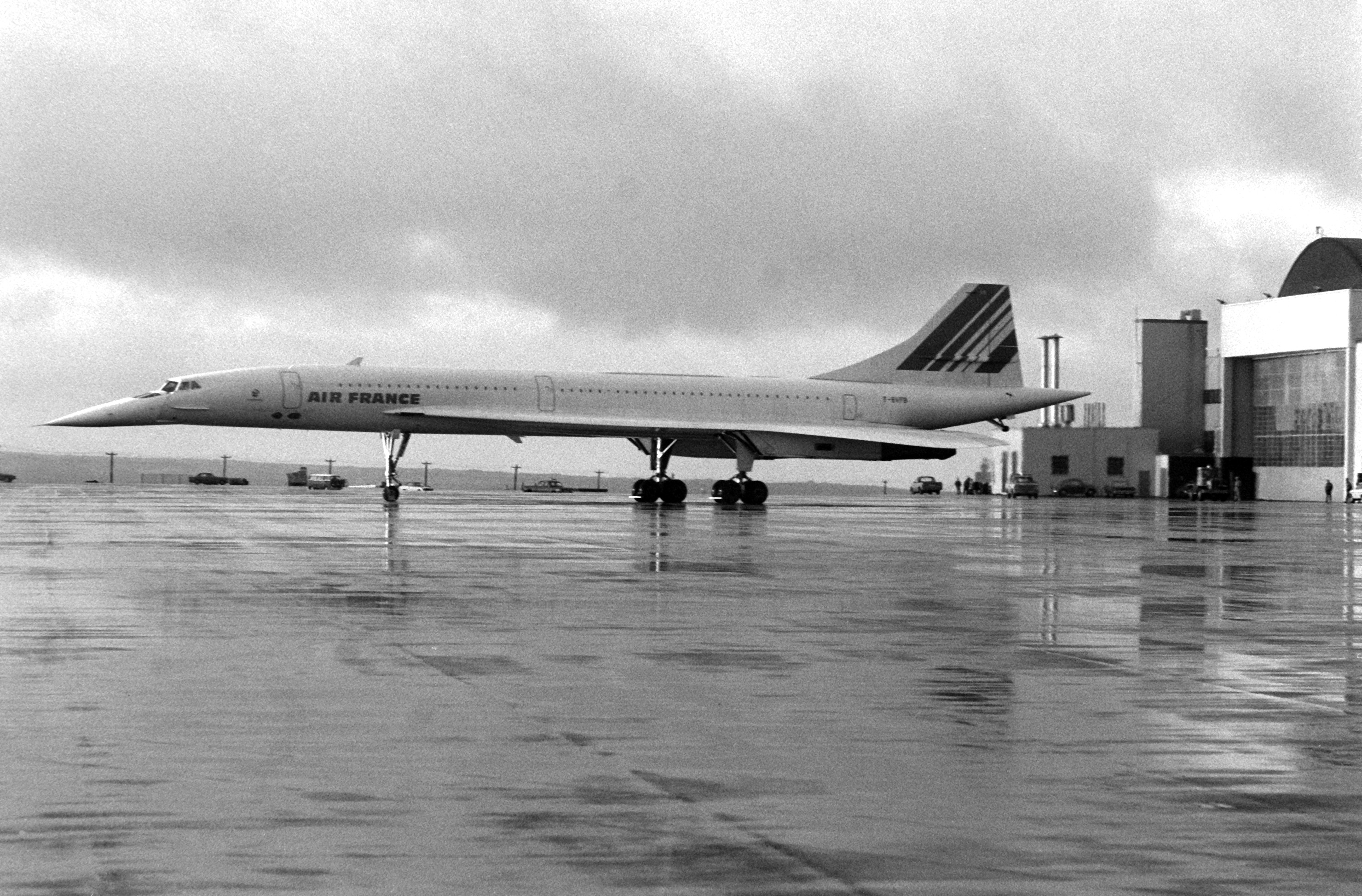
«Конкорд» авиакомпании Air France, 1977 год

Во Франции существовала похожая программа Super-Caravelle, которую вела компания Sud Aviation в партнёрстве со SNECMA и Dassault, эта программа также имела правительственную поддержку. В отличие от англичан, французы начали свои работы несколько позже, и имели более скромные цели — их концепция предусматривала создание сверхзвукового авиалайнера меньшей пассажировместимости и средней дальности, предназначенного в основном для эксплуатации на европейских авиалиниях. Финальный дизайн этой программы был достаточно близким к английскому, незначительно отличаясь размерами, взлётным весом, пассажировместимостью и отсутствием отклоняемого носового обтекателя. Кроме того, французский дизайн предполагал использование крыла оживальной формы.
Стремительно растущая стоимость разработки и требования правительства заставили BAC искать зарубежных партнёров. В 1961 году BAC предложила Sud Aviation объединить усилия по разработке сверхзвуковых авиалайнеров, что встретило существенные возражения, в основном по причине несовпадения конечных целей английской и французской программ. Тем не менее, переговоры были продолжены на правительственном уровне, и в 1962 году, через два месяца после представления английской программы на авиасалоне Фарнборо, было подписано соглашение о совместной разработке сверхзвукового самолёта. Несмотря на то, что французская сторона изначально хотела сохранить разработку самолёта средней дальности, из соображений сокращения затрат для совместной программы были выбраны цели, более близкие к английским требованиям, то есть сохранение пассажировместимости на уровне 100 человек и трансатлантической дальности.
К моменту подписания соглашения обе компании влились в крупные государственные объединения, и в результате в альянс по созданию нового самолёта вошли компании British Aircraft Corp. (будущая British Aerospace, на данный момент часть BAE Systems) и Aérospatiale (вошедшая позже в EADS). Программа, а вместе с ней сам самолёт, получили название Concorde (согласие). Французская транскрипция названия была поводом для некоторых дебатов в Великобритании, но получила поддержку министра технологии Тони Бенна и была сохранена.
Работы по самолёту были разделены между партнёрами примерно в соотношении 3:2, с преимуществом французской стороны. Это было вызвано тем, что на самолёте должны были использоваться английские двигатели Bristol Siddeley Olympus, французская SNECMA выполняла только незначительную часть работ по двигателю. С самого начала совместной работы возникли существенные сложности, вызванные наличием языкового барьера между разработчиками, а также различием стандартов (в том числе единиц измерения), принятых в Великобритании и Франции. В результате разработчиками использовался преимущественно английский язык (многие из инженеров Sud Aviation владели им в достаточной степени), а при работе над проектом каждая сторона использовала привычную систему измерения, места сопряжения между конструкциями французской и английской разработки получали обозначения в обеих системах.
Начиная с 1962 года шли активные совместные работы по проектированию будущего самолёта, в процессе которых было рассмотрено множество компоновочных схем, соответствующих начальным требованиям программы. В результате многочисленных исследований остановились на схеме «бесхвостка» с тонким крылом оживальной формы, четыре двигателя размещались в двух отдельных гондолах, размещённых примерно на полуразмахе консолей крыла, что приблизительно соответствовало изначальному дизайну английской и французской программ (примерно такая же схема была выбрана разработчиками Ту-144). Работы по проектированию закончились к 1966 году, несмотря на это, работы по постройке прототипов были начаты партнёрами ещё в феврале 1965 года.

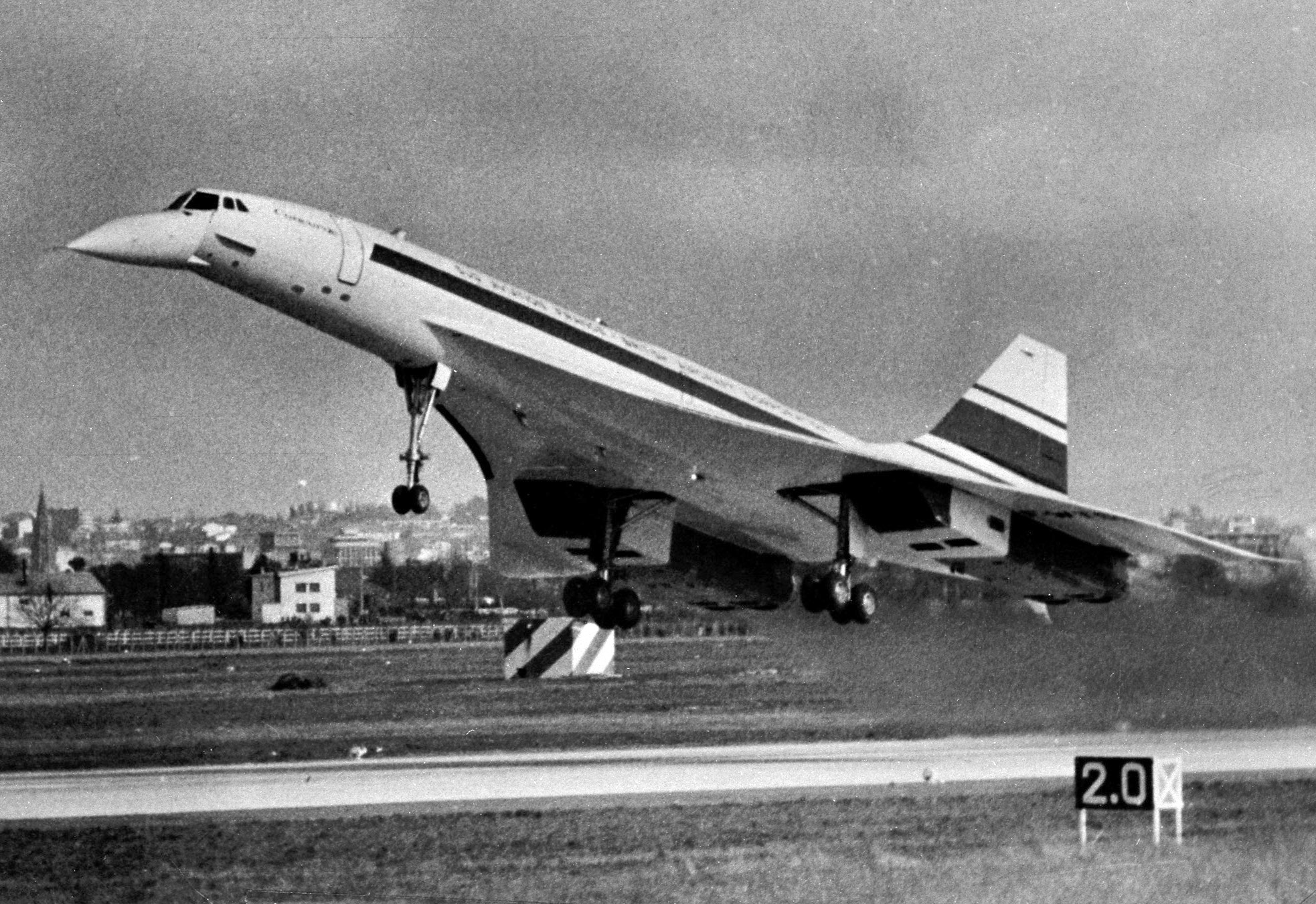
Конкорд 001, 2 марта 1969

Строительство прототипов велось одновременно во французской Тулузе (там строился прототип № 001) и в английском Бристоле (№ 002). Прототип № 001 был закончен в начале 1969 года, и 2 марта 1969 года он совершил первый полёт с заводского аэродрома в Тулузе под управлением лётчика-испытателя Sud Aviation Андрэ Тюрка. Во время первых лётных испытаний на прототипе отсутствовало некоторое оборудование, необходимое для полёта на сверхзвуковой скорости, в частности, не были установлены важные компоненты управляемых воздухозаборников. В июне 1969 года был облётан и английский прототип № 002.
В мае 1969 года «Конкорд» № 001 был представлен на авиасалоне в Ле Бурже. Первый полёт с выпущенными шасси длился 27 минут на скорости 500 километров в час. 1 октября 1969 года прототип № 001 впервые преодолел скорость звука, удерживая скорость M=1,05 в течение 9 минут. К началу 1970 года первый этап испытаний был завершён, и оба прототипа были направлены на доработку. В течение 1970 года на прототипы было установлено всё необходимое оборудование, а также была продолжена программа лётных испытаний, завершившаяся в июне 1971 года, и в целом подтвердившая соответствие самолёта изначальным требованиям.
17 декабря 1971 года в Бристоле в воздух поднялся «Конкорд» № 101 (G-AXDN), первый предсерийный самолёт, имевший весьма существенные отличия от прототипов. В частности, № 101 имел другую переднюю кромку крыла, более мощные двигатели, удлинённый фюзеляж и больший на 14 тонн взлётный вес. 10 января 1973 года взлетел «Конкорд» № 102, французский предсерийный самолёт. Программа предсерийных испытаний продолжалась до конца 1974 года, в процессе этих испытаний самолёты были доведены до окончательной конфигурации, а максимальная разрешённая скорость выросла до M=2,23.

## Производство

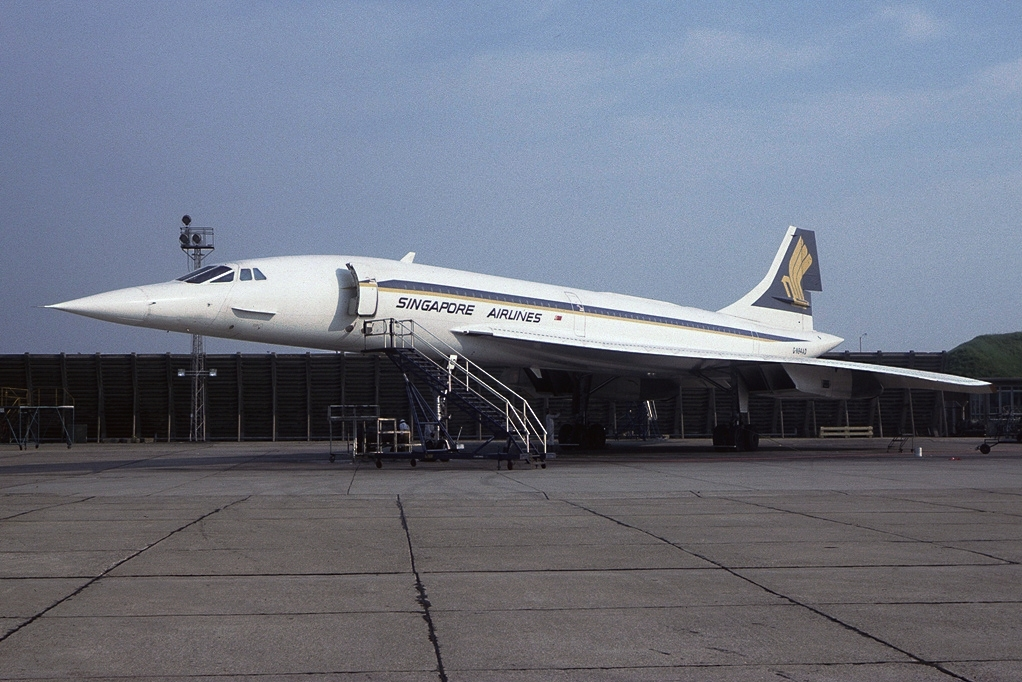
«Конкорд» авиакомпании Singapore Airlines

Производство «Конкорда» было разделено между французской и английской сторонами, и примерно соответствовало распределению при проектировании.
Распределение производства выглядело следующим образом:
- Sud Aviation (фр.) — центральная часть фюзеляжа, основная часть крыла, кромка крыла, внутренние элевоны, гидравлические системы, система управления, навигационная система, автопилот, радиооборудование, установки кондиционирования и наддува.
- BAC (анг.) — передняя часть фюзеляжа вместе с опускаемым носовым обтекателем, хвостовая часть фюзеляжа с вертикальным оперением, внешние элевоны, воздухозаборники двигателей, электрические системы, кислородное оборудование, топливная система, системы управления двигателями и их контрольное оборудование, противопожарная система, воздуховоды системы кондиционирования и наддува, антиобледенительные системы.
- Rolls-Royce (анг.) — двигатели.
- SNECMA (фр.) — форсажные камеры, сопла двигателей и система реверса тяги.
- Dassault (фр.) — законцовки крыла.
- Hispano-Suiza (исп.) — основные стойки шасси.
- Messier (фр.) — носовая стойка шасси.

Окончательная сборка «Конкордов» производилась одновременно на двух заводах, в Тулузе и в Филтоне (пригород Бристоля).
Первый серийный самолёт (№ 201, F-WTSB) поднялся в воздух 6 декабря 1973 года в Тулузе, за ним 14 февраля 1974 года последовал первый английский серийный «Конкорд» (№ 202, G-BBDG). Всего, не считая прототипов и предсерийных самолётов, было произведено 16 серийных «Конкордов», из которых два первых, № 201 и 202, не передавались в коммерческую эксплуатацию, а служили для тестирования и сертификации. В общей сложности вместе с прототипами было построено 20 самолётов (по 10 на каждом из заводов) и некоторое количество комплектов запасных частей к ним, после чего производство было свернуто. Последний самолёт, с заводским номером № 216 (G-BOAF), покинул завод в Филтоне 9 июня 1980 года.

### Нумерация самолётов
Изначально предполагалось иметь следующую схему нумерации:
- Прототипы получали номера 001 и 002.
- Предсерийные самолёты получали номера 01 и 02.
- Серийные самолёты нумеровались 1, 2, 3, 4, 5 и т. д.

Но ещё до момента выпуска первых серийных самолётов система нумерации была изменена из-за внедрения в производство компьютерной системы, требовавшей трёхзначного номера для обозначения самолёта. Из-за того, что с номерами предсерийных машин возникли проблемы, систему нумерации изменили следующим образом:
- Прототипы сохранили свои номера 001 и 002.
- Предсерийные самолёты получили номера 101 и 102.
- Серийные самолёты нумеровались 201, 202, 203 и т. д.

Из-за того, что предсерийные «Конкорды» к этому моменту уже были выпущены, в некоторых источниках они фигурируют под своими старыми номерами 01 и 02.

## Конструкция самолёта
Для «Конкорда» выбрана аэродинамическая схема «бесхвостка» с низкорасположенным треугольным крылом овальной формы. Самолёт оптимизирован для выполнения длительного крейсерского полёта на сверхзвуковой скорости. При длительном сверхзвуковом полёте в результате кинетического нагрева температура обшивки достигает значений 127 °С у носовой части фюзеляжа, и порядка 100 °С для носка крыла. Поэтому в качестве основного конструкционного материала планера самолёта был выбран жаропрочный алюминиевый сплав Hiduminium RR58, первоначально разработанный компанией High Duty Alloys для узлов компрессора ГТД. Кроме этого, в конструкции самолёта использованы стали, титановые и никелевые сплавы.

### Планер
Фюзеляж «Конкорда» — полумонококовой конструкции, в поперечном сечении напоминает неправильный овал с расширенной верхней частью. Материал конструкции фюзеляжа — жаропрочный алюминиевый сплав Hiduminium RR58, во Франции поставлявшийся под маркой AU2GN, в виде панелей, листа и прессованных деталей.
Длина фюзеляжа различалась для прототипов, предсерийных и серийных самолётов, и составляла 56,24; 58,84 и 61,66 метра, соответственно. Максимальная ширина фюзеляжа — 2,90 м.
Фюзеляж состоит из передней секции с кабиной экипажа и остеклением, средней секции, выполненной вместе с центральной частью крыла, и хвостовой секции конической формы, конструктивно выполненной вместе с килем самолёта. Передняя и средняя секция фюзеляжа заняты герметичной кабиной, хвостовая секция фюзеляжа содержит багажное отделение, балансировочный топливный бак, а также отсек, занятый системой кондиционирования и кислородной системой.
В процессе выполнения полёта фюзеляж мог удлиняться примерно на 24 см в связи с тепловым расширением конструкции.

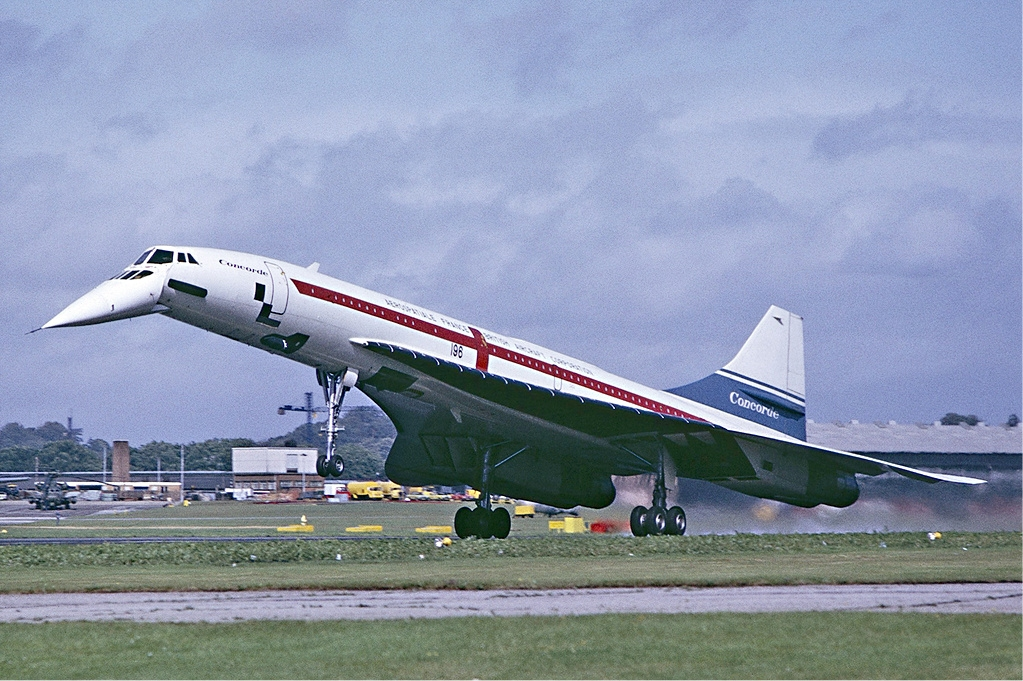
«Конкорд» при посадке, носовой обтекатель опущен

В носовой части фюзеляжа расположен обтекатель в виде конуса, который мог отклоняться вниз, обеспечивая пилотам обзор на взлёте, посадке и рулении. В обтекатель встроено подвижное дополнительное остекление, прикрывавшее основное остекление кабины пилотов в режиме сверхзвукового полёта. Остекление, способное выдерживать температуру свыше 100 °C, было разработано британской компанией Triplex Safety Glass.
Положение обтекателя и дополнительного остекления регулировалось из кабины пилотов следующим образом:
- Обтекатель находится в верхнем положении, дополнительное остекление поднято. Основная полётная конфигурация, для полётов при числах Маха более 0,8 (то есть скорость полёта составляет более 80 % от скорости звука).
- Обтекатель находится в верхнем положении, дополнительное остекление опущено. Эта конфигурация могла применяться для полёта при числах Маха ниже 0,8.
- Обтекатель опущен на 5 градусов, дополнительное остекление опущено. Эта конфигурация является основной для наземных операций, рулёжки и взлёта.
- Обтекатель опущен на максимальный угол 12,5°, дополнительное остекление опущено. Эта конфигурация применялась для захода на посадку, поскольку большой угол атаки самолёта в посадочной конфигурации не давал возможности экипажу наблюдать ВПП при меньшем отклонении обтекателя.

Механизмы управления обтекателем и дополнительным остеклением гидравлические, с приводом от одной из основных и резервной гидросистем. По требованию пилотов, на случай полного выхода из строя механизмов опускания обтекателя в полёте, кабина «Конкорда» была оборудована маленькими перископами для возможности аварийной посадки.
Крыло треугольное, оживальной формы, с непрерывно меняющимся по размаху крыла углом стреловидности. У корня крыла этот угол составляет 80 %, ближе к законцовкам — около 60 %. Относительное удлинение крыла 1,85, относительная толщина профилей крыла от 3 % до 2,15 %. Крыло имеет ярко выраженную геометрическую крутку законцовок.
Конструкция крыла многолонжеронная, кессонная. Основной материал — жаростойкие алюминиевые сплавы. В конструкции крыла применены монолитные фрезерованные панели большой размерности. Толщина обшивки — 1,5 мм.
Особенностью производства «Конкорда» стало то, что вместо изготовления отдельно фюзеляжа и отдельно крыла с центропланом изготавливался набор поперечных секций, каждая из которых включала часть крыла и соответствующую ей часть фюзеляжа, после чего секции стыковались вместе. Такой подход позволял облегчить конструкцию.
Механизация крыла состоит из 6 элевонов относительно большого размера, общая площадь элевонов 32 м². Другой механизации крыла не предусматривалось.
Самолёт имеет только вертикальное оперение, конструктивно аналогичное крылу. Руль направления двухсекционный, с независимым приводом верхней и нижней секции.

### Силовая установка
Силовая установка состоит из четырёх ТРДФ Rolls-Royce/SNECMA Olympus 593, установленных попарно в подкрыльевых гондолах, расположенных примерно на полуразмахе консолей крыла. Двигатели расположены таким образом, что срез сопла двигателя совпадает с задней кромкой крыла.
Двигатель Olympus 593 — сильно модифицированная версия ТРД Bristol Siddeley Olympus 301, применявшегося на бомбардировщиках Avro Vulcan. Двигатель одноконтурный, двухвальный, каждая из двух секций компрессора имеет по 7 ступеней, турбины одноступенчатые. Степень сжатия компрессора 11,7:1. Из-за высокой степени сжатия на крейсерской скорости последние 4 ступени компрессора работали в очень жёстком температурном режиме, что привело к необходимости изготовления их из никелевого сплава, применявшегося ранее только для лопаток турбин. Двигатель использовал обычное авиационное топливо A1.

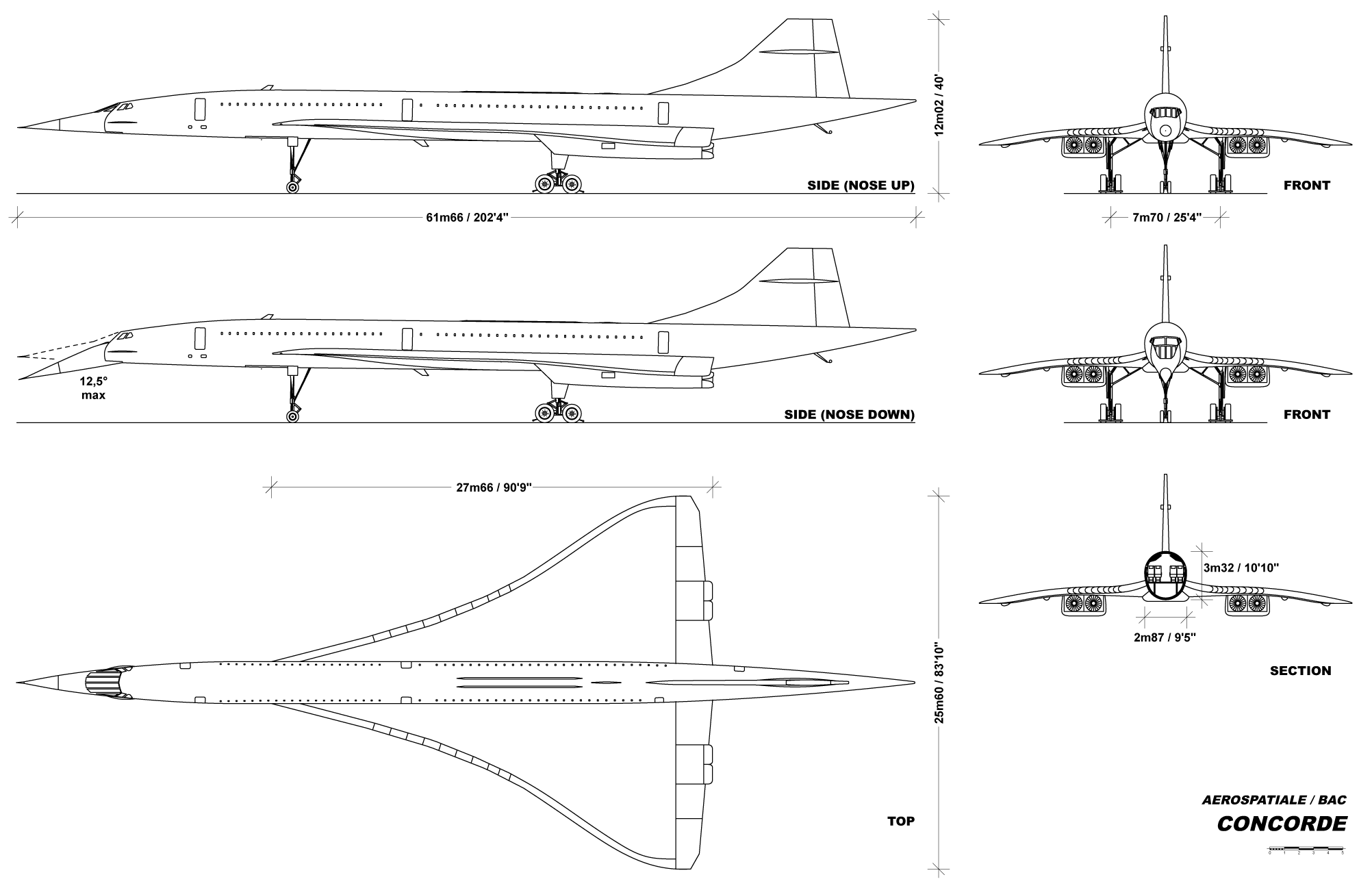
Общий вид «Конкорда»

Новинкой для коммерческой авиации стала автоматическая электронная аналоговая система управления двигателями. Каждый двигатель имеет две идентичные системы управления, основную и резервную.
Особенностью двигателей «Конкорда», отличавшей их от других двигателей авиалайнеров (кроме НК-144А, применявшегося на Ту-144), стало наличие форсажной камеры. Форсаж давал относительно небольшой прирост тяги, около 10 %, и использовался только на взлёте, а также для преодоления звукового барьера и разгона до M=1,7. В крейсерском полёте форсаж двигателей не использовался, что благоприятным образом сказывалось на топливной экономичности «Конкорда» и дальности сверхзвукового полёта.

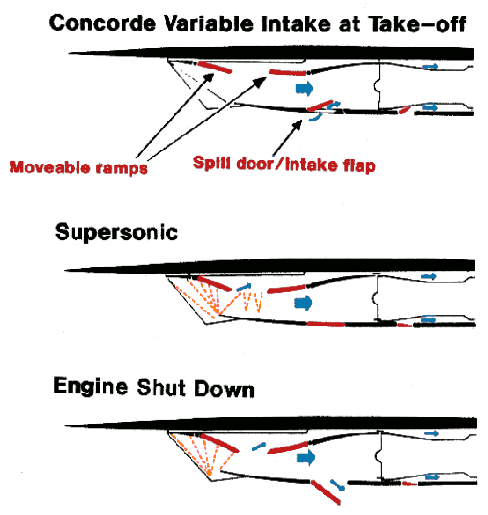
Схема работы воздухозаборников «Конкорда»

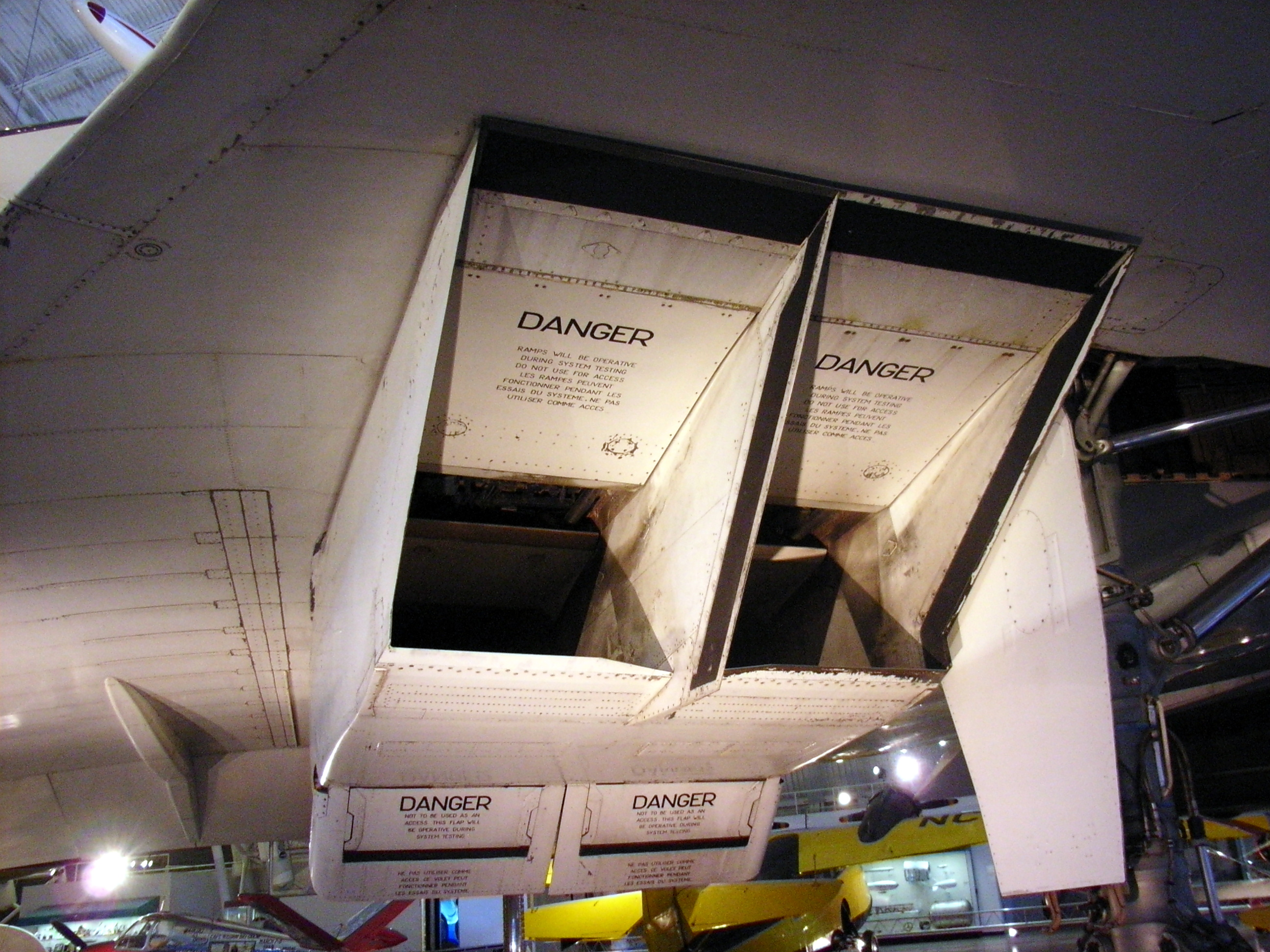
Воздухозаборники «Конкорда»

Для каждого двигателя имеется отдельный плоский воздухозаборник прямоугольного сечения с регулируемым горизонтальным клином. Воздухозаборник имеет систему слива пограничного слоя, и весьма сложную кинематику дополнительных створок. На крейсерском режиме — при M=2,0 поступающий в воздухозаборники воздух тормозился в системе создаваемых скачков уплотнения до скорости около M=0,45, его давление при этом повышалось примерно в 7 раз. Таким образом, общая степень повышения давления воздухозаборника и компрессора двигателя составляла приблизительно 80:1. Механизация воздухозаборника гидравлическая, управление автоматическое, электронное, аналоговое.
Двигатели оборудованы регулируемыми соплами и системой реверсирования тяги ковшового типа, которая позволяла создавать обратную тягу около 40 % от номинальной. Створки системы реверса служат также вторичными регулируемыми инжекционными соплами двигателей. В задней части каждого пакета из двух двигателей установлены специальные вертикальные теплошумоотражатели. Эти отражатели оснащены отклоняемыми внутрь законцовками, «сплющивавшими» с боков выхлопную струю двигателей на взлёте, что также служило целям шумоподавления. Кроме этого, в основном сопле каждого двигателя установлено по 8 лопатообразных шумоподавителей, которые вводились в реактивную струю при пролёте густозаселённых районов на дозвуковой скорости. Механизация регулируемого сопла, системы реверса и шумоподавления пневматическая, с электронным управлением.
Двигатели «Конкордов» имели следующие характеристики:
- Olympus 593 — первоначальный вариант, был установлен на прототипы № 001 и 002. Тяга в бесфорсажном режиме 89 кН, форсированная тяга 136 кН.
- Olympus 593-22R — более мощный вариант двигателя, сменивший предыдущий на предсерийных 01 и 02. Тяга в бесфорсажном режиме 154 кН, форсированная тяга 165 кН.
- Olympus 593—610-14-28 — устанавливался на серийные самолёты. Тяга в бесфорсажном режиме 142 кН, форсированная тяга 169 кН. Одно из основных отличий от предыдущих вариантов — камера сгорания с предварительным испарением топлива, что позволило повысить эффективность сгорания топлива и снизить дымность.

Двигатель номер 4 (крайний с правой стороны) имел несколько отличающиеся от остальных двигателей режимы на малых скоростях. Это было вызвано тем, что вихревые потоки, генерируемые носком крыла в его корневой части, затягивались в воздухозаборник, имея при этом направление вращения, противоположное направлению вращения компрессора двигателя. Так как это явление вызывало повышенную вибрацию двигателя на малых скоростях движения самолёта, режим 4-го двигателя был ограничен 88 % N1 на скоростях ниже 110 км/ч (60 узлов), ограничение устанавливалось бортинженером и автоматически отменялось при наборе скорости. На крайний левый двигатель вихревые потоки не оказывали заметного влияния, поскольку направление их вращения совпадало с направлением вращения компрессора.
Из соображений снижения полётного веса «Конкорд» не был оборудован вспомогательной силовой установкой (ВСУ). Это не создавало существенных проблем, поскольку эксплуатация самолёта происходила с хорошо оборудованных аэродромов, на которых всегда было доступно внешнее электрическое и воздушное снабжение.
Пуск двигателей пневматический, на земле двигатели запускались от наземного источника воздуха высокого давления, в полёте двигатели могли перезапускаться путём отбора ВВД от работающих двигателей.

### Шасси

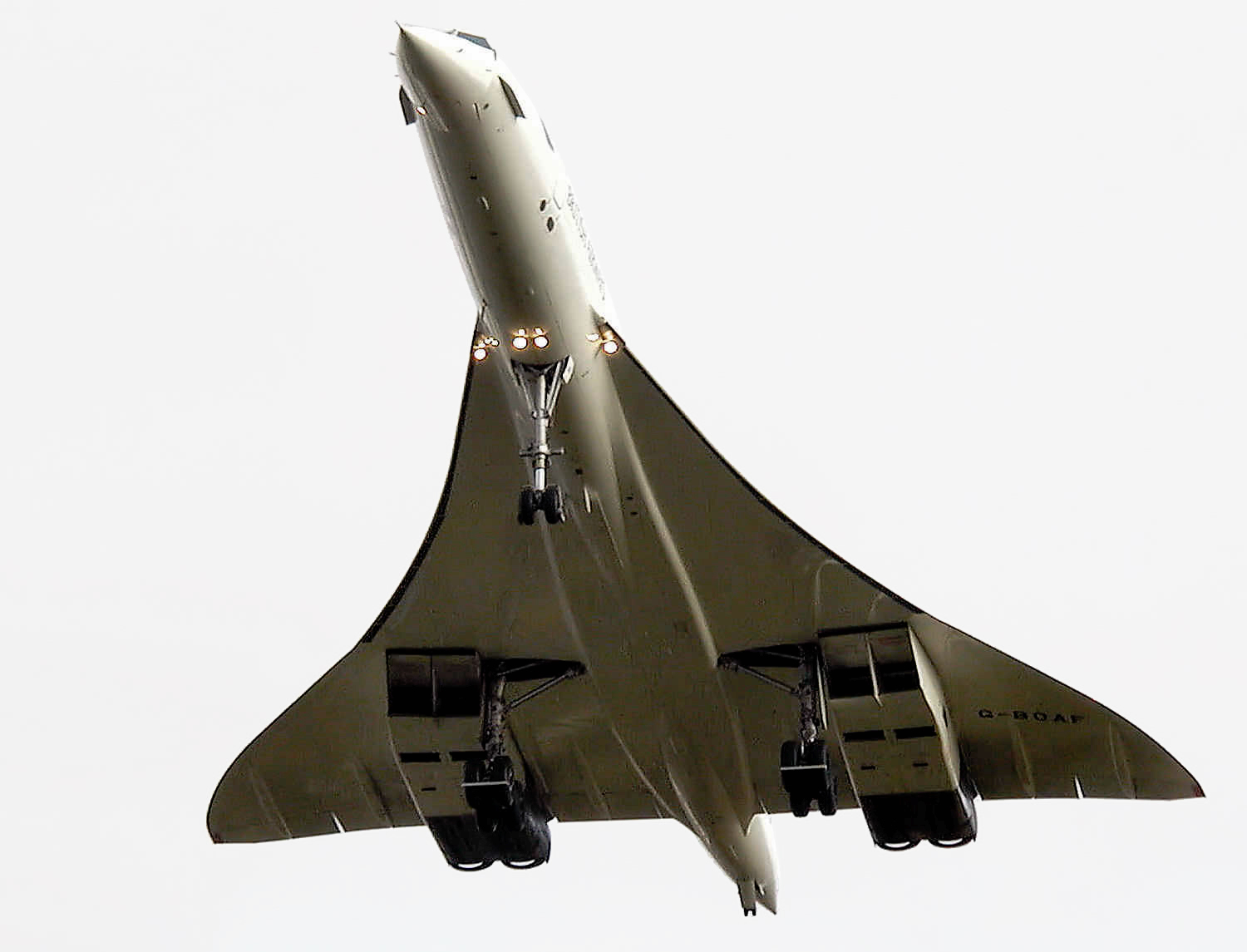
«Конкорд» в посадочной конфигурации. Хорошо видны все три стойки шасси, а также выдвижные посадочные фары. Светлые элементы в районе колёс основных стоек — водоотражатели, на передней стойке водоотражатель находится с задней стороны, и потому не виден

Шасси «Конкорда» трёхстоечное, с носовой опорой. В связи с тем, что на взлёте и на посадке самолёт выходил на весьма большие углы атаки, стойки шасси имеют необычно большую высоту, около 3,5 м, из-за чего Конкорд часто сравнивали в шутку с цаплей на длинных ногах. Это привело к тому, что двери «Конкорда» находились примерно на той же высоте, что и двери намного более крупного Boeing 747.
Основные стойки шасси имеют по две пары колёс, расположенных друг за другом, и убираются поворотом внутрь к фюзеляжу. Передняя стойка имеет два колеса и убирается поворотом вперёд. Передняя стойка снабжена гидравлическим механизмом разворота для управления самолётом на земле. К стойкам шасси крепятся композитные водоотражатели, служащие для предотвращения попадания воды, поднимаемой колёсами, в воздухозаборники двигателей. Механизмы уборки стоек шасси гидравлические, причём уборка шасси происходит от одной основной гидросистемы, а для выпуска может быть использована резервная.

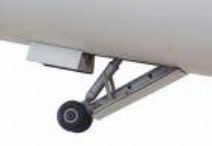
Дополнительная хвостовая стойка шасси

Тормозная система самолёта дисковая, с гидравлическим приводом от двух независимых гидравлических систем. Система управления тормозами электронная (en:brake-by-wire), аналоговая, с антиблокировочной функцией, «Конкорд» стал первым в мире авиалайнером, имеющим подобную систему. Пакеты карбоновых тормозных дисков основных стоек шасси охлаждаются при помощи электровентиляторов, встроенных в ступицы колёс.
Колея основных стоек шасси 7,72 м, давление в пневматических шинах колёс передней стойки 1,23 МПа, а в основных 1,26 МПа.
Для предотвращения повреждения хвостовой части фюзеляжа при взлёте и посадке, на «Конкордах» установлена дополнительная наклонная хвостовая стойка шасси с двумя небольшими пневматиками. Стойка убирается в фюзеляжный отсек поворотом назад.

### Основные системы
Топливная система «Конкорда» достаточно сложна, и помимо своей основной функции служит также для перебалансировки самолёта при переходе звукового барьера. Топливная система включает в себя 17 топливных баков общей ёмкостью 119 280 литров, располагающихся в кессонах крыла и в нижней части фюзеляжа. Кроме основных баков, в топливную систему включён балансировочный бак, расположенный в одной из секций хвостовой части фюзеляжа, сразу за хвостовым багажным отделением. Кроме него, в качестве балансировочных используются 4 бака в корневой части крыла. Всего в балансировочных баках могло находиться 33 тонны топлива.
При достижении околозвуковой скорости и перед дальнейшим разгоном насосы топливной системы перемещали около 20 тонн топлива из передних балансировочных баков в хвостовой балансировочный бак. Это позволяло сместить центр тяжести самолёта приблизительно на 2 метра назад, что было необходимо для сверхзвукового полёта. После торможения до околозвуковой скорости производилась обратная операция. Кроме того, незначительное перемещение топлива в основных баках использовалось для общей продольной и поперечной балансировки самолёта, на всех полётных режимах. Основные помпы подачи топлива в двигатели имели механический привод, помпы перекачки топлива между балансировочными баками гидравлические, вспомогательные помпы основных баков и помпы сброса топлива электрические. Управлением топливной системой «Конкорда» занимался бортинженер, что являлось его основной задачей в течение всего полёта.
Топливная система самолёта использовалась также для отвода в поступающее в двигатели топливо излишков тепла от различных систем, таких как система кондиционирования, гидравлические системы и системы смазки двигателей. Самолёт оборудован системой сброса топлива в процессе полёта, с выходными патрубками в хвостовом обтекателе фюзеляжа.
«Конкорд» оборудован тремя независимыми гидравлическими системами, двумя основными и резервной:
- «Зелёная» гидравлическая система левого борта, подключена к гидравлическим помпам 1 и 2 двигателей.
- «Синяя» гидравлическая система правого борта, подключена к гидравлическим помпам 3 и 4 двигателей.
- «Жёлтая» резервная гидравлическая система, подключена к гидравлическим помпам 2 и 4 двигателей.

Рабочее давление гидравлических систем 4000 psi (27,5 МПа). Все гидравлические системы имели электрические вспомогательные помпы для создания давления на земле при подключённом внешнем питании. В нижней части левой консоли крыла размещена выдвижная вспомогательная турбина (RAT), которая использовалась для создания давления в «Зелёной» или «Жёлтой» гидравлических системах в случае отказа всех двигателей во время полёта. Турбина могла быть использована только на дозвуковой скорости.
«Конкорд» имеет две независимые электрические системы правого и левого борта, каждая из которых состоит из подсистемы переменного тока 200 В/400 Гц, питаемой двумя 60 кВА генераторами двигателей, и 28-вольтовой подсистемы постоянного тока, питаемой двумя выпрямителями с максимальным током 150 А. В подсистемы постоянного тока включены аккумуляторные батареи. При наземных операциях подключалось внешнее электропитание. В случае отказа основных генераторов мог использоваться резервный генератор переменного тока с гидравлическим приводом от «Зелёной» гидравлической системы.
Управление по тангажу и крену осуществляется отклонением шести элевонов, по три на каждой консоли крыла. Управление рысканьем отклонением двух секций руля направления.
«Конкорд» стал первым авиалайнером, имевшим электродистанционную систему управления (ЭДСУ, или fly-by-wire). В отличие от современных авиалайнеров, ЭДСУ была аналоговой.
Отклонение штурвальных колонок и педалей формирует электрические сигналы, поступающие в контроллеры ЭДСУ. Контроллеры преобразуют эти сигналы в сигналы управления, поступающие на гидравлические исполнительные устройства привода элевонов и руля направления. Передача осуществляется по двум независимым каналам, «Зелёному» и «Синему», каждый из которых имеет собственный набор контроллеров и отдельные цепи питания.
Кроме этого, имеется независимая механическая система, связывающая органы управления с исполнительными устройствами посредством тяг и тросов. В механическую систему встроены сервоприводы, служащие одновременно для системы стабилизации, и в качестве сервоприводов автопилота. При работе автопилота сервоприводы через механическую систему вызывают отклонение органов управления, что в свою очередь приводит к выработке управляющих сигналов. Для удобства пилотов реализована система гидравлических загружателей по каждому из каналов управления, загружатели работали в зависимости от скорости самолёта. Загружатели также использовались для триммирования.
Управляющие поверхности объединены в три группы: внешние и центральные элевоны, внутренние элевоны, обе секции руля направления. Для каждой из групп может быть выбран собственный канал управления, «Зелёный», «Синий» или механический. Исполнительные устройства, сервоприводы и нагружатели работают от двух независимых гидравлических систем, а также могут использовать резервную гидравлическую систему. Для осуществления управления по тангажу элевоны отклоняются синхронно, для управления по крену — дифференцированно. При управлении по электрическим каналам смешивание сигналов тангажа и крена происходит электрическим путём, в случае использования механической системы — механическим.
Система наддува и кондиционирования состояла из четырёх отдельных независимых блоков кондиционирования воздуха. Особенностями данной системы были более высокое, чем в дозвуковых авиалайнерах разница внутреннего и внешнего давления (0,75 кг/см²), а также наличие дополнительного теплообменника, использовавшего для охлаждения воздуха поступающее в двигатели топливо. При нахождении самолёта на стоянке подключалось внешнее воздушное питание воздухом высокого давления и кондиционированным воздухом.

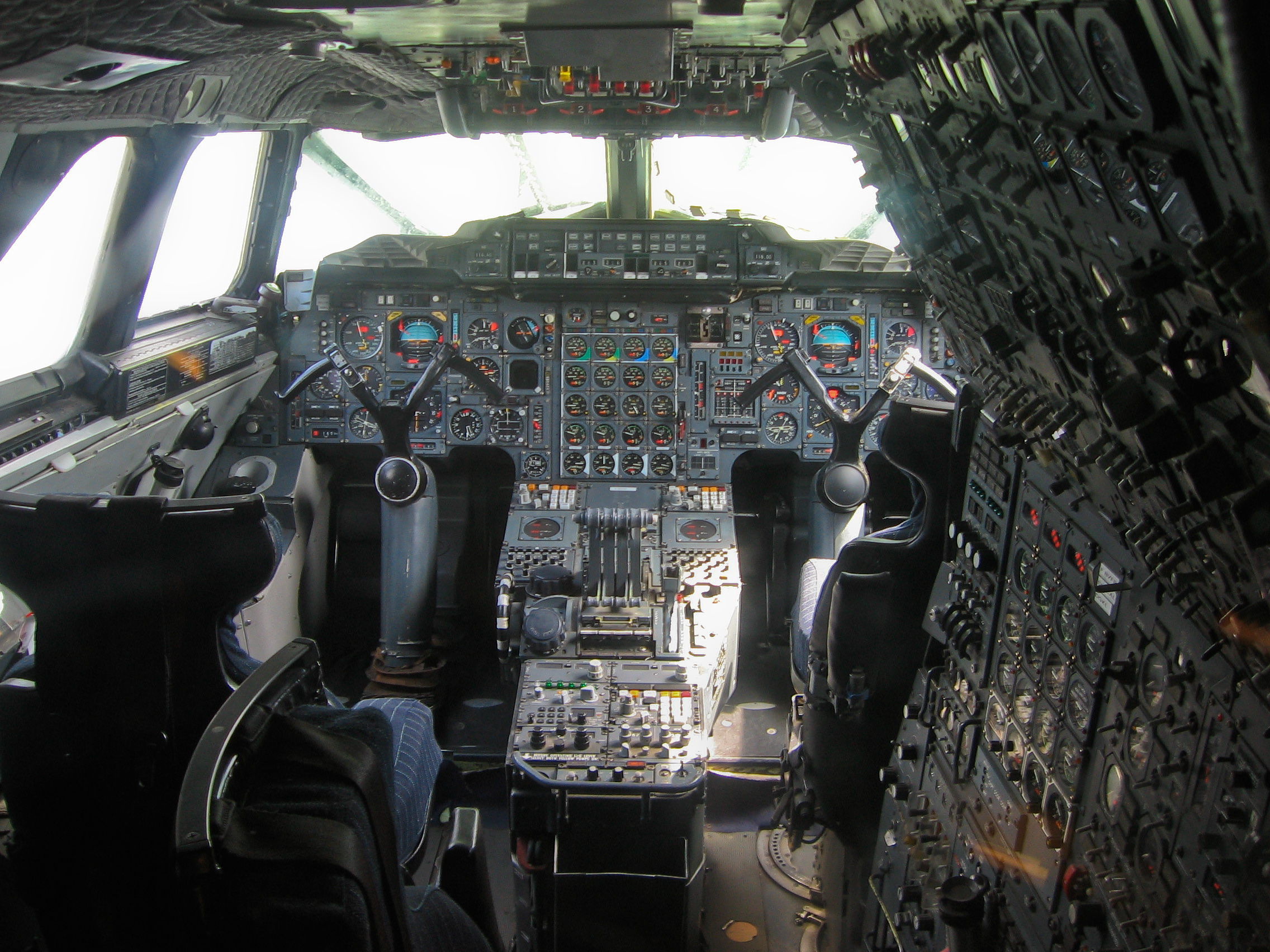
Кабина пилотов серийного «Конкорда»

Для своего времени «Конкорд» имел весьма совершенную авионику, высокую степень автоматизации и широкий набор приборного оборудования. Это позволяло управлять самолётом экипажу из трёх человек (КВС, второй пилот и бортинженер).
Основное приборное оборудование:
- Три независимые инерциальные навигационные системы (ИНС), каждая из которых имеет отдельную гиростабилизированную платформу и цифровой вычислитель. ИНС может сохранять в памяти маршрут из 10 пунктов, автоматически переключаться между пунктами маршрута по мере их прохождения, рассчитывать курс на перехват ЛЗП, определять и отображать скорость и направление ветра, угол сноса, и множество других навигационных параметров. Управление ИНС осуществляется при помощи двух пультов управления с цифровой индикацией.
- Два независимых автопилота, имеющих большое количество режимов.
- Два автомата тяги, работающих совместно с автопилотами.
- Два приёмника VOR/ILS.
- Один приёмник ADF.
- Два комплекта DME.
- Погодный радар с двумя дисплеями.
- Две радиостанции УКВ диапазона.
- Система SELCAL.
- Два транспондера УВД.
- Различное контрольное оборудование, включающее в себя стрелочные и линейные аналоговые приборы.

Авионика «Конкорда» позволяла осуществлять самолётовождение в сложных погодных условиях, выполнять трансатлантические перелёты, осуществлять автоматический заход на посадку и автоматическую посадку по категории IIIa ИКАО. Автопилот мог управлять самолётом от набора высоты до касания ВПП. В процессе выполнения крейсерского полёта на скорости 2 М «Конкорд» не следовал на определённой высоте (эшелоне), как обычные авиалайнеры. Поскольку на высоте полёта «Конкорда» не было никакого воздушного движения, использовался более выгодный режим полёта — постоянный набор высоты по мере облегчения самолёта из-за выработки топлива. Полёт в этом режиме осуществлялся полностью автоматически.

### Пассажирский салон

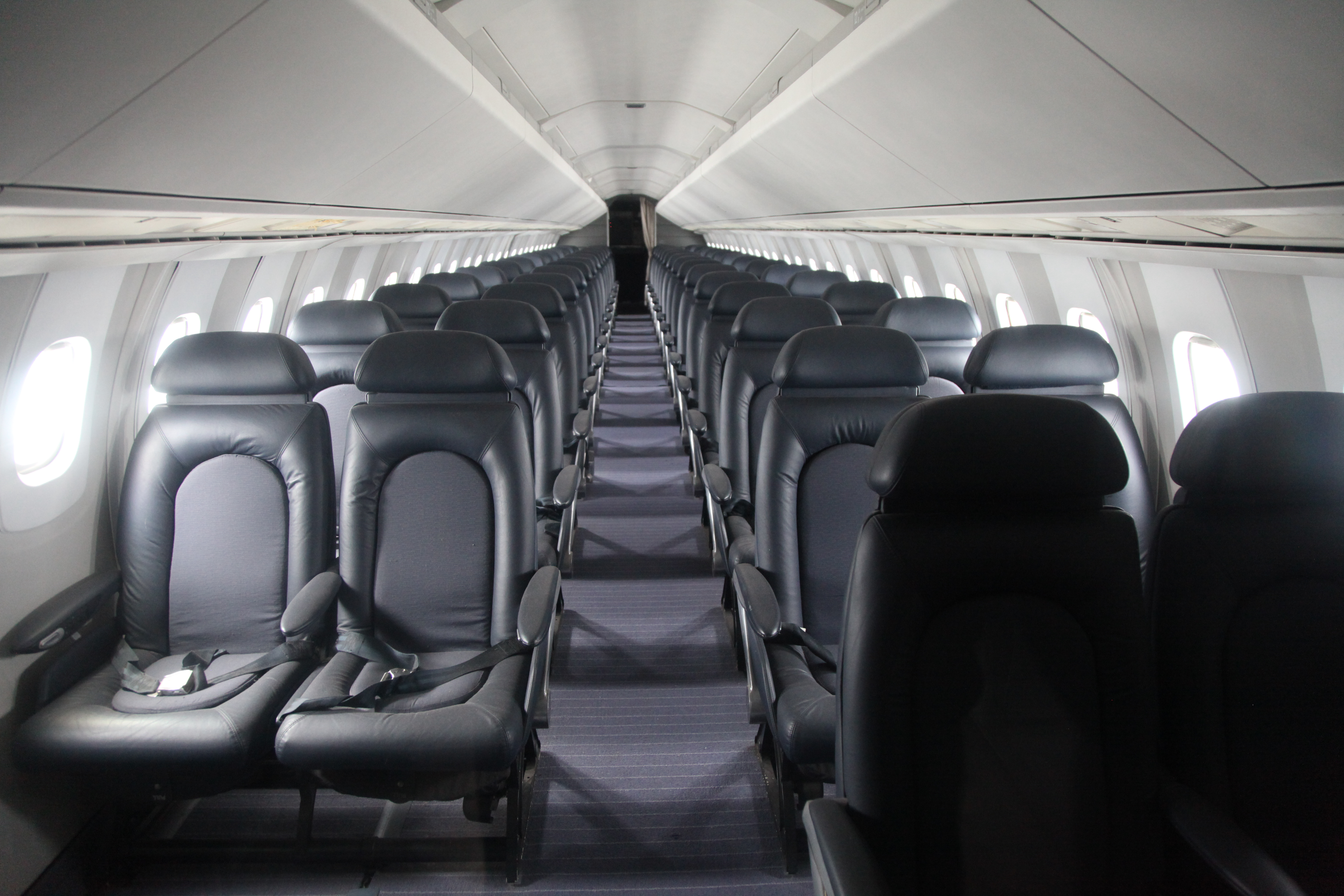
Салон «Конкорда» British Airways после модернизации 2001 года

Гермокабина «Конкорда» занимает порядка 85 % общего объёма фюзеляжа. В кабине размещено два пассажирских салона, передний и задний, задний салон немного длиннее переднего. Максимальная ширина салонов — 2,62 м, что меньше, чем, например, у Ту-134.
Изначально предполагались следующие варианты конфигурации салонов:
- 108 пассажиров в одноклассной конфигурации первого класса.
- 124 пассажира в одноклассной конфигурации стандартного класса.
- 144 пассажира в одноклассной конфигурации туристического класса.

Также возможно было использовать сочетание разных классов на одном самолёте. Максимальное количество пассажиров, на перевозку которого был сертифицирован «Конкорд», составляло 128, но в реальности такая конфигурация салонов никогда не использовалась. Выпускавшиеся «Конкорды» имели салоны одноклассной компоновки на 108 человек, впоследствии салоны несколько раз модернизировались авиакомпаниями. На момент вывода из эксплуатации «Конкорды» British Airways имели компоновку салона на 100 мест с шагом 37 дюймов (94 см), а «Конкорды» Air France — на 92 места с таким же шагом. Различие в числе мест связано с тем, что британская авиакомпания в ходе последней модернизации в 2001 году установила новые кресла облегчённой конструкции для компенсации увеличения массы самолёта. Air France предпочла просто уменьшить число пассажиров с той же целью.
В передней части гермокабины, непосредственно за кабиной экипажа и отсеками оборудования, находится тамбур основного входа, от переднего салона его отделяет отсек с небольшим гардеробом и туалетом. Между салонами располагается тамбур второго входа, а также ещё два туалета, размещённые по бортам кабины. Заднюю часть кабины занимает отсек с кухонным блоком, служащий также тамбуром запасного выхода. Так как средний выход вёл на крыло самолёта, для посадки и высадки пассажиров использовался передний выход.
Размер иллюминаторов — 10×16" (25×40 см), шаг — около 50 см. В передней части каждого из салонов было установлено большое информационное табло, показывающее в реальном времени скорость и высоту полёта самолёта.
В целом, несмотря на то, что по своей конструкции и характеристикам «Конкорд» почти ничем не напоминал современные ему дозвуковые узкофюзеляжные авиалайнеры, его внутренняя конфигурация и оснащение практически не отличались от общепринятых на момент его появления. Удобство размещения пассажиров и предоставлявшиеся в полёте услуги делали сверхзвуковые перелёты ничуть не менее комфортабельными, чем обычные.

## Проблемы создания СПС

### Аэродинамические проблемы
Пассажирский самолёт, способный совершать длительный сверхзвуковой крейсерский полёт, должен удовлетворять нескольким достаточно противоречивым требованиям:
- Максимально высокое аэродинамическое качество на крейсерской скорости, для обеспечения экономичности и дальности полёта.
- Достаточно высокие взлётно-посадочные характеристики для обеспечения безопасного действия с обычных коммерческих аэродромов. Самолёт должен иметь возможность выполнения стандартных посадочных схем, в частности угла глиссады, определяемого установленным на аэродроме оборудованием.
- Для обеспечения удобства пассажиров пол пассажирского салона должен быть горизонтальным (или максимально близким к горизонтальному) при нахождении самолёта на земле.

Исследования показали, что наилучшее аэродинамическое качество при выбранных крейсерской скорости и размерности самолёта обеспечивает применение схемы «бесхвостка» с дельтавидным крылом. Для обеспечения эффективности в широком диапазоне скоростей крылу была придана сложная форма с изменяющимся по размаху углом стреловидности. Проблему путевой устойчивости решили за счёт крутки крыла, особенно выраженной в районе законцовок.
Очень существенной проблемой сверхзвукового полёта является смещение назад центра давления при достижении сверхзвуковых скоростей. Для минимизации этого эффекта была применена специальная форма крыла, тем не менее смещение на крейсерской скорости составляло около 2 метров. Данная проблема была решена за счёт перекачки топлива между балансировочными баками в процессе полёта, что смещало центр масс самолёта вслед за смещением центра давления. Задачей балансировки было достижение нулевого расхода элевонов.
Так как самолёт, выполненный по схеме «бесхвостка», не имеет закрылков, возникает проблема достижения достаточной подъёмной силы при посадочных скоростях. На «Конкорде» эта проблема решалась за счёт синхронного отклонения элевонов вниз на достаточно большой угол, в этом случае они начинали работать как закрылки. Возникающий при этом пикирующий момент парировался путём перекачки части топлива в задний балансировочный бак.

### Двигательная установка
Двигатели СПС должны обладать достаточной тягой для того, чтобы самолёт мог достичь сверхзвуковой скорости, и в то же время иметь высокую топливную эффективность на крейсерских скоростях, чтобы достичь приемлемой дальности полёта.
Изначально рассматривалось применение турбовентиляторных двигателей (ТВРД) как обладающих наибольшей экономичностью, но этот вариант был отвергнут из-за того, что большой диаметр вентилятора создаёт неприемлемо высокое сопротивление на крейсерской скорости. В результате было решено использовать турбореактивные двигатели (ТРД).
Для того, чтобы ТРД работал максимально эффективно и давал максимальную тягу, он должен иметь высокую степень компрессии. Проблема заключается в том, что на высоких сверхзвуковых скоростях воздух, поступающий в двигатель, подвергается аэродинамическому сжатию, и результирующая степень компрессии оказывается настолько высока, что двигатель получается очень теплонагруженным, а в результате сложным, дорогим и малоресурсным. Данная проблема была решена за счёт применения ТРДФ с относительно небольшой степенью компрессии 11:1, хорошо работающих на крейсерских скоростях, а их недостаточная тяга на взлётных режимах компенсировалась за счёт применения форсажа.
Несмотря на то, что «Конкорд» мог преодолевать звуковой барьер и достигать крейсерской скорости и без применения форсирования двигателей, форсаж также использовался для разгона с околозвуковых скоростей до скорости, соответствующей M=1,7. Причиной этого стало то, что без использования форсажа такой разгон происходил бы очень медленно, и общее количество топлива, затраченное на этот манёвр, было бы слишком большим.
Из-за того, что ТРД не могут работать в случае, если поступающий поток воздуха имеет сверхзвуковую скорость, пришлось разработать сложные автоматически регулируемые воздухозаборники, способные тормозить воздушный поток до дозвуковой скорости во всём диапазоне сверхзвуковых скоростей самолёта. Помимо своей основной задачи, воздухозаборники служили также для перенаправления основного воздушного потока в обход двигателя в случае его отказа на сверхзвуковой скорости. Без возможности такого перенаправления резко возросшее сопротивление отказавшего двигателя могло создать чрезмерные нагрузки, которые могли привести к разрушению самолёта в воздухе.

### Аэродинамический нагрев конструкции

Распределение температур на поверхности обшивки самолёта «Конкорд» при полёте с М=2.

При полёте на высоких скоростях торможение воздуха, обтекающего самолёт, вызывает сильный аэродинамический нагрев его обшивки, причём величина нагрева имеет квадратичную зависимость от скорости. При скоростях в районе M=3 аэродинамический нагрев может достигать величины около 350 °C, что находится за пределами диапазона температур, в которых алюминиевые сплавы остаются достаточно прочными. Решением данной проблемы может стать применение более жаростойких конструкционных материалов, например, стали, как на XB-70 «Валькирия», или титановых сплавов, как в Т-4, или ограничение максимальной скорости самолёта значениями, при которых нагрев не превышает возможности традиционных материалов.
Так как для обеспечения приемлемого взлётного веса, цены и технологичности в качестве основного конструкционного материала для «Конкорда» был выбран алюминий, его крейсерская скорость ограничена величиной M=2,03, при которой аэродинамический нагрев наиболее теплонагруженных элементов конструкции не превышает 127 °C. Примерно такие же ограничения справедливы и для Ту-144, который также построен из алюминиевых сплавов. При проектировании «трёхмахового» Boeing 2707 его создатели были вынуждены использовать другие материалы, такие как сталь и титан. Дополнительная проблема состоит в том, что возникает существенное тепловое расширение материалов, что требует усложнения конструкции самолёта.
Аэродинамический нагрев также создаёт сложности с обеспечением комфортной температуры в кабине самолёта. Система кондиционирования «Конкорда», помимо обычных воздушных теплообменников, сбрасывающих излишнее тепло отводимого от двигателей воздуха, имела также теплообменники, позволяющие отводить излишнее тепло в поступающее в двигатели топливо. Кроме того, это требует лучшей термоизоляции кабины и большей производительности системы кондиционирования, чем в обычных авиалайнерах. Например, стёкла иллюминаторов «Конкорда» в процессе полёта нагревались так, что могли обжечь, в то время как стёкла иллюминаторов обычного авиалайнера часто остывают до отрицательных температур.
Особенностью «Конкорда» стало то, что в крейсерском полёте температура носового обтекателя являлась одним из наиболее важных факторов, контролируемых экипажем и даже автопилотом, то есть автопилот ограничивал скорость, исходя именно из этой величины.

### Прочность конструкции
Из-за требования сверхзвукового полёта «Конкорд» имел очень тонкий профиль крыла, длинный и тонкий фюзеляж, кроме того, толщина панелей обшивки самолёта составляла всего 1,5 мм. Всё это накладывало очень серьёзные требования в области обеспечения прочности конструкции. Дополнительно проблема усугублялась тем, что на больших скоростях отклонение поверхностей управления может дать очень сильную и резкую нагрузку на конструкцию самолёта.
Эту проблему решали следующим образом:
«Конкорд» отличался от всех предшествовавших ему авиалайнеров тем, что многие основные элементы его конструкции не собирались из отдельных деталей, а использовались в виде панелей, которые получали фрезерованием из алюминиевых плит, например крупные панели применены в конструкции крыла. Это сокращало количество соединений, облегчало конструкцию и придавало ей дополнительную прочность. Обшивка самолёта была включена в силовую структуру и выполнялась из предварительно натянутых цельных панелей большого размера.
Проблему влияния поверхностей управления на сверхзвуковых скоростях частично устранили за счёт отключения на большой скорости внешних элевонов. Для управления использовались только средние и внутренние, которые нагружали конструкцию намного меньше, поскольку находились ближе к центру масс, и к тому же были установлены на наиболее прочную часть крыла.
Тем не менее ограничения по перегрузкам на «Конкорде» были достаточно низкими и составляли всего +2,5/-1,0, что меньше, чем на обычных дозвуковых авиалайнерах.

### Шасси и тормоза
Из-за дельтавидного крыла «Конкорд» имел очень большую для коммерческого авиалайнера взлётную скорость, около 400 км/ч. Для обеспечения безопасности тормозная система самолёта должна была обеспечить возможность прерывать взлёт в пределах полосы обычного коммерческого аэропорта. Потребовалась разработка системы, которая могла бы полностью остановить авиалайнер весом в 188 тонн со скорости 305 км/ч на протяжении 1600 м, даже в условиях мокрой полосы. В результате тормозная система «Конкорда» стала наиболее совершенной для своего времени, при этом многие решения, такие как полностью электронное управление тормозами (англ. brake-by-wire), были применены впервые в коммерческой авиации.
Стойки шасси также потребовали больших усилий со стороны разработчиков, поскольку из-за очень большого угла атаки самолёта на взлёте стойки получились очень длинными и испытывали большие нагрузки.

## История эксплуатации

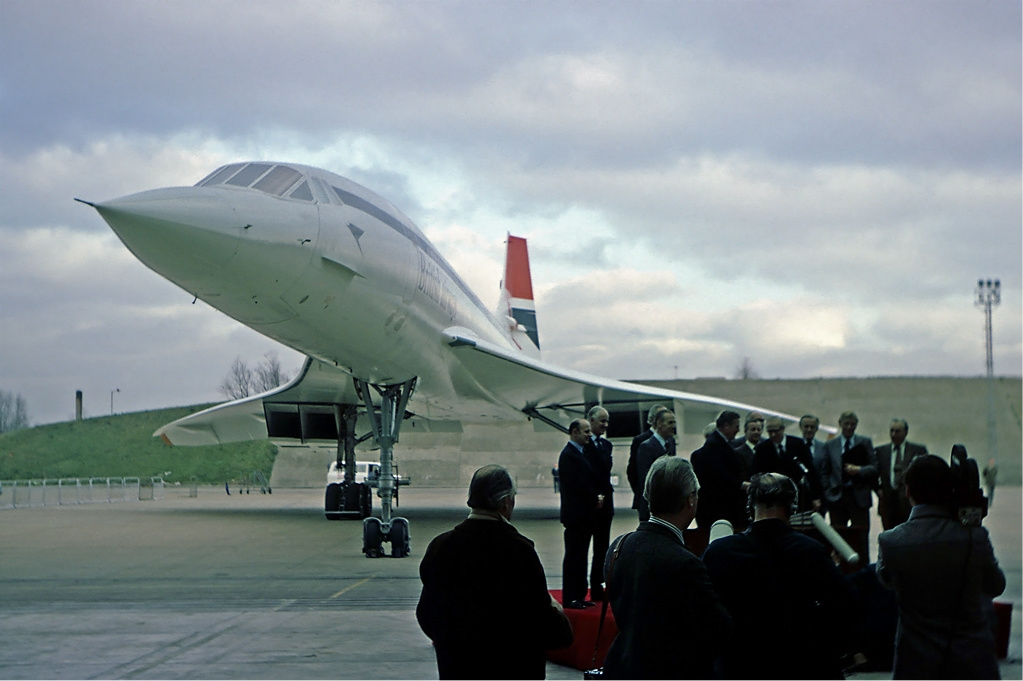
«Конкорд» авиакомпании British Airways перед первым полётом в составе её авиапарка

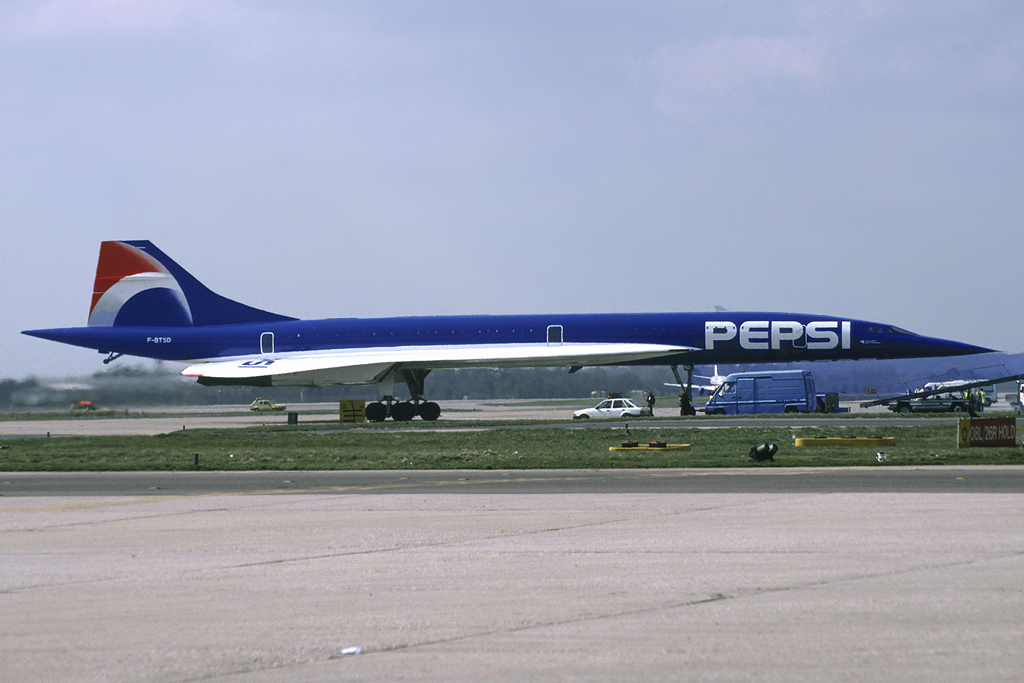
«Конкорд» авиакомпании Air France в ливрее «Pepsi»

После того, как в воздух поднялись первые серийные самолёты 201 и 202, началась обширная программа сертификации, закончившаяся в 1975 году выдачей британского и французского сертификатов. Помимо, собственно, пассажирских перевозок, «Конкорды» также участвовали в большом количестве выставок, показательных полётов и рекламных акций.

### Рекламные турне и известные примеры использования
- 4 сентября 1971 года, практически сразу после завершения первого цикла лётных испытаний, прототип № 001 отправился в рекламное турне по Южной Америке по маршруту Тулуза — Рио-де-Жанейро — Сан-Паулу — Буэнос Айрес. Турне продолжалось до 18 сентября.
- 2 июня 1972 года в большое рекламное турне отправился прототип № 002. Турне проходило по 12 странам, в основном Ближнего и Дальнего Востока. Во время 45000-мильного турне «Конкорд» посетил Грецию, Иран, Бахрейн, Индию, Бирму, Сингапур, Филиппины, Японию, Австралию, Саудовскую Аравию, Ливан и Францию, совершив 32 сверхзвуковых полёта и 13 демонстрационных, общей продолжительностью 62 часа.
- 30 июня 1973 года с борта прототипа № 001, в котором были вырезаны специальные иллюминаторы сверху фюзеляжа, было проведено наблюдение солнечного затмения, которое благодаря сверхзвуковой скорости полёта удалось растянуть до 74 минут[6].
- В сентябре 1973 года «Конкорд» 02 совершил первый визит в США, перелетев в аэропорт Далласа из Каракаса. После четырёхдневного пребывания в Техасе, и совершения нескольких демонстрационных полётов, 23 сентября самолёт перелетел в вашингтонский аэропорт имени Даллеса, причём полёт над территорией США проходил на дозвуковой скорости.
- 13 июля 1985 года состоялся концерт Live Aid, который проходил на трёх концертных площадках трёх континентов, связанных телемостом. Музыкант Фил Коллинз с помощью «Конкорда» пересёк океан и смог выступить как на европейской, так и на американской части концерта. Он дал в «Конкорде» интервью, которое пошло в прямой эфир мероприятия, которое смотрели порядка 1,5 миллиарда человек более чем в 100 странах.
- В апреле 1996 года «Конкорд», окрашенный в ливрею «Pepsi», совершал рекламное турне-перелёт по 10 городам Европы и Ближнего Востока.
- На «Конкорде» совершались полёты для научного и любительского наблюдения за солнечным затмением 1999 года.

### Продажа «Конкордов» авиакомпаниям
В 1960-е годы, во время зарождения и развития проекта «Конкорд», считалось, что будущее мировых пассажирских авиаперевозок — за сверхзвуковыми авиалайнерами, что повлияло на планы ведущих мировых авиапроизводителей и авиакомпаний. Например, Boeing, выводивший в начале 1970-х годов на рынок свой амбициозный лайнер Boeing 747, очень осторожно оценивал перспективы этого самолёта, предполагая даже, что после выхода на линии сверхзвуковых пассажирских самолётов Boeing 747-е придётся перевести на грузовые авиаперевозки. Разработка сверхзвуковых коммерческих авиалайнеров шла не только в Европе, но и в СССР, где Ту-144 взлетел немного раньше «Конкорда», а также в США, причём американцы, используя свой опыт создания крупных трехмаховых самолётов (XB-70 «Валькирия»), создавали вариант СПС (Боинг 2707), существенно превосходивший по своим характеристикам как англо-французский, так и советский самолёты.
Заявки на новый самолёт начали поступать с 1963 года, задолго до его первого полёта, и к 1972 году 16 авиакомпаний по всему миру сделали предварительные заказы на 74 «Конкорда». Коммерческое будущее первого сверхзвукового пассажирского лайнера выглядело если не безоблачным, то во всяком случае вполне определённым.
| Авиакомпания         | Дата заказа    | Количество заказанных самолётов |
| -------------------- | -------------- | ------------------------------- |
| Pan American         | 1963           | 6, опцион на 2                  |
| BOAC                 | 1963           | 6                               |
| TWA                  | 1964           | 4                               |
| Continental Airlines | 1964           | 3                               |
| BOAC                 | 1964           | 8                               |
| Air France           | 1964           | 2                               |
| American Airlines    | 1964           | 4                               |
| United Airlines      | 1965           | 6                               |
| TWA                  | 1965           | 6                               |
| Sabena               | 1965           | 2                               |
| Qantas               | 1965           | 6                               |
| MEA-Air              | 1965           | 2                               |
| Lufthansa            | 1965           | 3                               |
| JAL                  | 1965           | 3                               |
| EAL                  | 1965           | 2                               |
| Braniff              | 1965           | 3                               |
| American Airlines    | 1965           | 6                               |
| Air India            | 1965           | 2                               |
| Air Canada           | 1965           | 4                               |
| EAL                  | 1966           | 6                               |
| Qantas               | 1966           | 4                               |
| BOAC                 | 25 мая 1972    | 5                               |
| CAAC                 | 24 июля 1972   | 2, опцион на 2                  |
| Air France           | 28 июля 1972   | 4                               |
| Iran Air             | 1972           | 2, опцион на 2                  |
| Air France           | 14 апреля 1980 | 1, ранее бывший в аренде        |
| British Airways      | 1 апреля 1984  | 1, на запчасти                  |

Начиная с 1972 года ситуация стала быстро меняться не в пользу сверхзвуковых авиалайнеров. Произошло сразу несколько существенных событий, повлиявших на планы осуществления сверхзвуковых пассажирских перевозок крупнейшими мировыми авиакомпаниями:
- В начале 1970-х годов, особенно после выхода на линии таких самолётов, как Boeing 747, стало ясно, что авиаперелёты на дальние расстояния более не являются прерогативой бизнесменов и элиты и что доля среднего класса в общем пассажиропотоке постоянно растёт. Это сделало более актуальным для авиакомпаний снижение цен на билеты, а не сокращение времени перелётов, столь привлекательное для бизнесменов.
- В 1973 году разразился нефтяной кризис, вызванный, в первую очередь, Войной Судного Дня между Израилем и арабскими странами. В результате этого кризиса мировые цены на авиационное топливо выросли в несколько раз, что ставило под сомнение коммерческую привлекательность сверхзвуковых полётов, так как «Конкорд» затрачивал намного больше топлива на перевозку одного пассажира, чем современные ему дозвуковые авиалайнеры.
- Затянувшаяся разработка «Конкорда», очень большой коэффициент новизны привели к тому, что совместная англо-французская программа вышла далеко за рамки бюджета, общие расходы составили почти миллиард фунтов стерлингов. Цена авиалайнеров, соответственно, также постоянно росла. Кроме того, выяснилось, что авиакомпании недооценивали масштабов расходов, необходимых для обслуживания парка сверхзвуковых лайнеров и поддержания его в состоянии лётной годности.

В результате к 1973 году практически все авиакомпании пересмотрели свои планы в отношении сверхзвуковых перевозок, и отозвали заказы на «Конкорды». Удалось продать только 9 самолётов, 5 — авиакомпании British Airways и 4 — Air France, да и то в основном потому, что эти АК контролировались правительствами стран — разработчиков самолёта.
Оставшиеся 5 самолётов (из 14 серийных), после неуспешных попыток их продажи, были позже предложены этим же АК на следующих условиях:
- Цена самолётов составляла всего 1 фунт стерлингов для английских, и 1 франк для французских.
- Авиакомпании обязывались ввести приобретённые самолёты в коммерческую эксплуатацию.
- Авиакомпании имели право продать свои самолёты, но по той же самой символической цене.

Все расходы брали на себя правительства обеих стран, желавшие поддержать собственных авиапроизводителей и заботившиеся о национальном престиже.
Таким образом British Airways приобрела 2 оставшихся английских самолёта, а Air France — 3 оставшихся французских, и каждая из них имела флот из 7 «Конкордов».

### Пассажирские перевозки

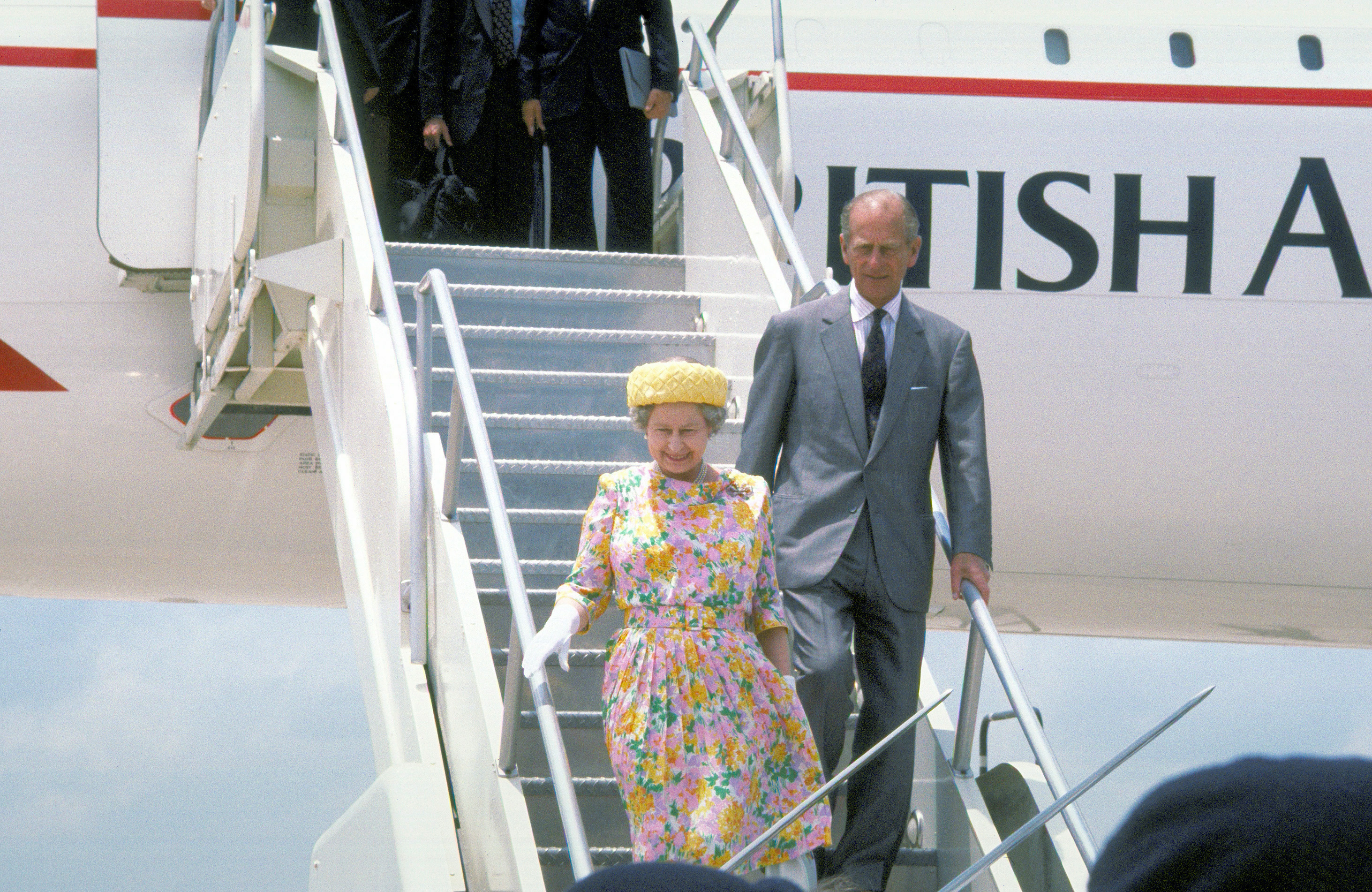
Королева Елизавета II с супругом, принцем Филиппом выходят из «Конкорда» авиакомпании British Airways (май 1991 года)

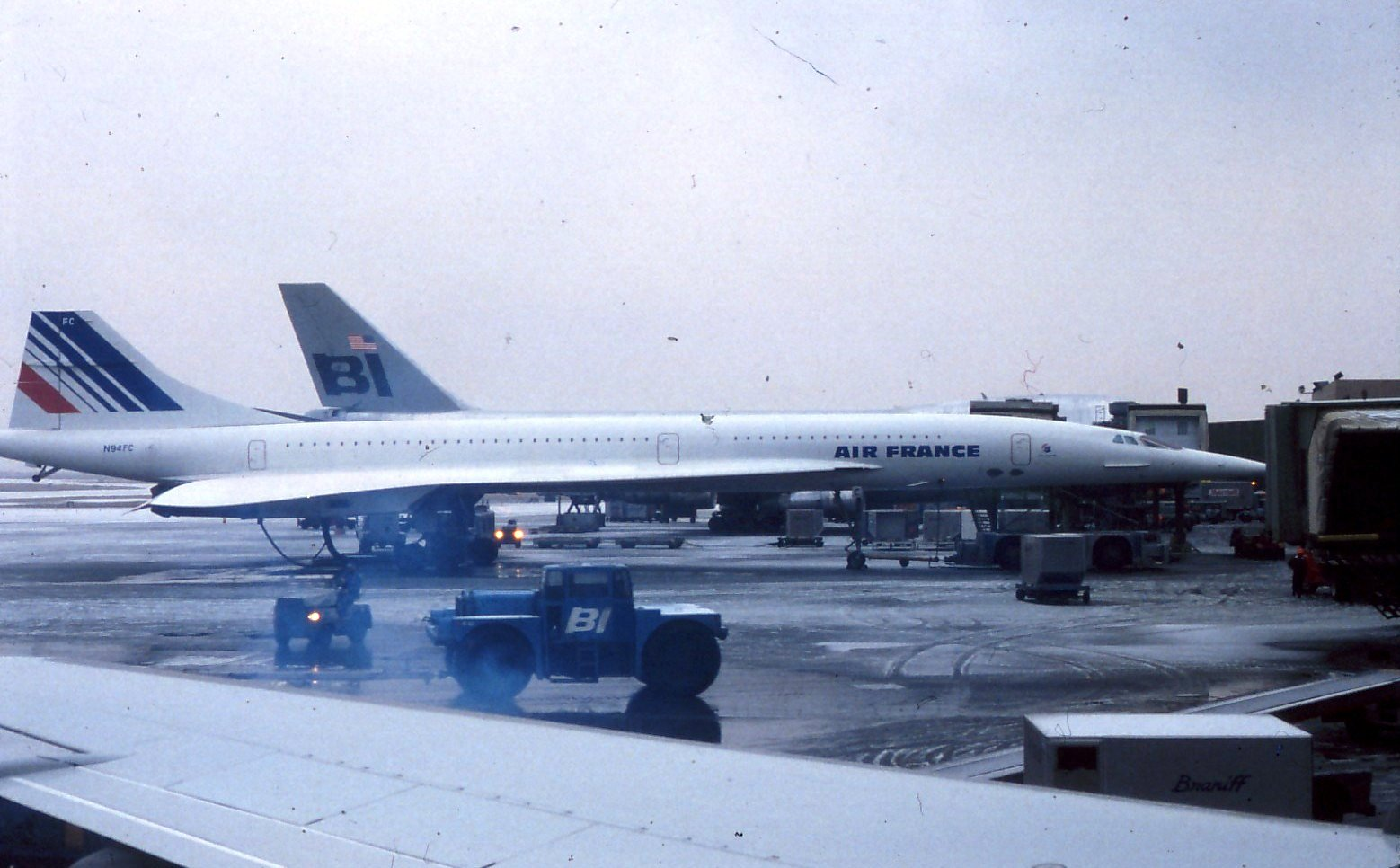
Борт N94FC (F-BVFC) в Далласе (США, 1980 год). Самолёт имеет американскую регистрацию (N****), так как Федеральное управление гражданской авиации допускало на внутренние пассажирские маршруты только самолёты с такой регистрацией

Коммерческая эксплуатация «Конкордов» началась 21 января 1976 года, когда G-BOAA (№ 206) компании British Airlines вылетел в свой первый рейс по маршруту Лондон — Бахрейн. В тот же день полётом F-BVFA (№ 205) была открыта линия Париж — Дакар компании Air France.
Первое время для «Конкордов» было закрыто наиболее перспективное трансатлантическое направление, поскольку 18 декабря 1975 года Палата Представителей Конгресса США наложила шестимесячный запрет на посадки «Конкордов» на территории США. Официальной причиной такого запрета стал производимый самолётами шум, особенно после преодоления звукового барьера, но вероятно, что основной причиной стало то, что англо-французский самолёт вышел на коммерческие линии раньше, чем американский СПС, что наносило репутационный ущерб США, поскольку попытка построить свой сверхзвуковой лайнер провалилась.
После окончания действия запрета, несмотря на протесты нескольких общественных и природоохранных организаций, были открыты регулярные рейсы в вашингтонский аэропорт Даллес, первый из которых состоялся 24 мая 1976 года. Полёты в Нью-Йорк начались только после 22 ноября 1977 года, в основном из-за противодействия мэрии Нью-Йорка.
Основными маршрутами «Конкордов» стали:
- Лондон — Нью-Йорк компании British Airways, в разное время линию обслуживало до 4 самолётов, совершавших ежедневные полёты.
- Лондон — Барбадос компании British Airways, полёты раз в неделю в течение сезона.
- Париж — Нью-Йорк компании Air France, пять раз в неделю.

Кроме того, British Airways осуществляла рейсовые полёты в Бахрейн, Даллас, Майами, Сингапур (с промежуточной посадкой в Бахрейне), Торонто и Вашингтон. Air France имела рейсы в Каракас, Мехико, Рио-де-Жанейро (с промежуточной посадкой в Дакаре) и Вашингтон.
Поскольку «Конкорды» являлись флагманами флотов обеих компаний, а билеты на них стоили больше, чем на другие типы авиалайнеров, авиакомпании старались обеспечить пассажирам сверхзвуковых самолётов максимальный уровень комфорта, и в этом смысле соперников у «Конкордов» было мало. Билет «туда-обратно» на рейс между Лондоном и Нью-Йорком стоил 10 500 $. Несмотря на высокую стоимость билетов, репутация «Конкордов» среди пассажиров была очень высокой, особенно полюбили полёты на них бизнесмены и разного рода знаменитости. Первоначально на «Конкордах» работали только стюарды, но впоследствии рейсы стали обслуживать стюардессы, причём конкурс среди них был очень высок, и на «Конкордах» работали лучшие стюардессы обеих авиакомпаний.
Помимо обычных (регулярных) рейсов, «Конкорды» выполняли большое количество чартерных рейсов практически по всему земному шару. Именно чартерные перевозки давали авиакомпаниям какую-то прибыль от сверхзвуковых полётов, тогда как рейсовые были, скорее, данью престижу и в финансовом смысле приносили только убытки.
На «Конкорде» несколько раз совершали полёты королева Елизавета II и премьер-министры Великобритании, а президенты Франции Валери Жискар д'Эстен и особенно Франсуа Миттеран часто использовали в зарубежных визитах «Конкорд» как флагман французской авиации. Президент-диктатор Заира Мобуту Сесе Секо многократно заказывал чартерные рейсы «Конкордов» для своих официальных и частных (с семейством) зарубежных визитов.
«Конкорды», как ни один другой тип пассажирского самолёта, имели массу страстных поклонников, которые, даже если они не могли позволить себе полёт на любимом лайнере, специально приезжали в Лондон, Париж и Нью-Йорк для того, чтобы полюбоваться зрелищем взлетающего или заходящего на посадку сверхзвукового самолёта.
Среди пилотировавших когда-либо «Конкорды» были две женщины — француженка Беатрис Виаль (48 вылетов) и британка Барбара Хармер.

### Катастрофа
25 июля 2000-го года в Париже, при вылете из аэропорта «Шарль де Голль», разбился «Конкорд» F-BTSC авиакомпании Air France, совершавший рейс Париж — Нью-Йорк. Основной причиной катастрофы стал наезд тележки левого шасси на металлическую деталь обшивки двигателя другого самолёта, находившуюся на взлётной полосе, часть покрышки лопнувшей при этом шины повредила топливный бак и проводку самолёта, а вылившееся топливо загорелось, попав на искрившие повреждённые провода. Возможно, часть покрышки колеса повредила провода привода выпуска шасси, которые при взлёте не убрались, оголённые провода стали причиной воспламенения топлива. Возникший пожар привёл к отказу обоих левых двигателей не успевшего набрать скорость самолёта и его падению на небольшой отель в двух километрах от аэропорта.
Все находившиеся на борту — 100 пассажиров и 9 членов экипажа — погибли. Также погибли 4 человека, находившихся в отеле.

### Снятие с эксплуатации
После катастрофы в Париже полёты «Конкордов» были приостановлены. Тем не менее уже на следующий день, 26 июля 2000 года, руководство BA приняло решение продолжить эксплуатацию своих самолётов, полёты AF не возобновлялись. 16 августа сертификат лётной годности «Конкордов» был отозван, и полёты полностью приостановились, за исключением перелёта без пассажиров F-BVFC из Нью-Йорка, где его застал отзыв сертификата, в Париж.
В течение всего следующего года велись работы по модификации парка самолётов, и 5 сентября 2001-го года, более чем через год после отзыва, сертификат лётной годности был восстановлен. Регулярные пассажирские перевозки возобновились только 7 ноября полётом G-BOAE из Лондона в Нью-Йорк. После возобновления перевозок последовала череда инцидентов, наиболее заметными из которых стали отказ одной из секций руля направления 27 ноября 2002-го года на G-BOAC и утечка топлива, повлёкшая отключение двигателя 18 февраля 2003-го года на F-BTSD.
10 апреля 2003-го года British Airways и Air France объявили о решении прекратить коммерческую эксплуатацию своего парка «Конкордов». Последние рейсы состоялись 24 октября. Последний полёт «Конкорда» состоялся 26 ноября 2003-го года: G-BOAF (последний построенный самолёт) вылетел из Хитроу, пролетел над Бискайским заливом, совершил проход над Бристолем и приземлился в аэропорту Филтон.

## «Конкорды» в музеях
Почти все построенные самолёты «Конкорд» сохраняются в различных музеях и экспозициях, кроме двух — № 211, использованного на запчасти в 1982—1994 годах, и № 203, разбившегося в 2000-м году в Париже.
| Завод- ской № | Регистра- ционный № | Полёты          | Полёты          | Налёт, часов | Текущее местонахождение                                                                                                |
| Завод- ской № | Регистра- ционный № | Первый          | Последний       | Налёт, часов | Текущее местонахождение                                                                                                |
| ------------- | ------------------- | --------------- | --------------- | ------------ | --- |
| 001           | F-WTSS              | 2 марта 1969    | 19 октября 1973 | 812          | Аэрокосмический музей, Ле Бурже, Франция                                                                               |
| 002           | G-BSST              | 9 апреля 1969   | 4 марта 1976    | 836          | Fleet Air Arm Museum, Йовилтон, Великобритания                                                                         |
| 101           | G-AXDN              | 17 декабря 1971 | 20 августа 1977 | 632          | Имперский Военный Музей, Даксфорд, Великобритания                                                                      |
| 102           | F-WTSA              | 10 января 1973  | 20 мая 1976     | 656          | частный музей авиакомпании Delta Concorde, Орли, Франция                                                               |
| 201           | F-WTSB              | 6 декабря 1973  | 19 апреля 1985  | 909          | Airbus, Тулуза, Франция                                                                                                |
| 202           | G-BBDG              | 13 декабря 1974 | 24 декабря 1981 | 1 282        | Бруклендский Музей, Вейбридж, Великобритания                                                                           |
| 203           | F-BTSC              | 31 января 1975  | 25 июля 2000    | 11 989       | Разбился под Парижем в 2000 году                                                                                       |
| 204           | G-BOAC              | 27 февраля 1975 | 31 октября 2003 | 22 260       | Аэропорт Манчестера, Великобритания. Этот «Конкорд» был первым поставленным British Airways, и флагманом авиакомпании. |
| 205           | F-BVFA              | 27 октября 1976 | 12 июня 2003    | 17 824       | Национальный музей авиации и космонавтики, Вашингтон, США                                                              |
| 206           | G-BOAA              | 5 ноября 1975   | 12 августа 2000 | 22 768       | Национальный Музей Полёта, Восточный Лотиан, Шотландия, Великобритания                                                 |
| 207           | F-BVFB              | 6 марта 1976    | 24 июня 2003    | 14 771       | Музей техники в Зинсхайме, Германия                                                                                    |
| 208           | G-BOAB              | 18 мая 1976     | 15 августа 2000 | 22 296       | Аэропорт Хитроу, Лондон, Великобритания                                                                                |
| 209           | F-BVFC              | 9 июля 1976     | 27 июня 2003    | 14 332       | Airbus, Тулуза, Франция                                                                                                |
| 210           | G-BOAD              | 25 августа 1976 | 10 ноября 2003  | 23 397       | Музей Моря, Воздуха и Космоса Интрепид, Нью-Йорк, США                                                                  |
| 211           | F-BVFD              | 10 февраля 1977 | 27 мая 1982     | 5814         | Пущен на запчасти в 1982 году и разобран в 1994 году                                                                   |
| 212           | G-BOAE              | 17 марта 1977   | 17 ноября 2003  | 23 376       | Международный аэропорт имени Грэнтли Адамса, Барбадос                                                                  |
| 213           | F-BTSD              | 26 июня 1978    | 14 июня 2003    | 12 974       | Аэрокосмический музей, Ле Бурже, Франция                                                                               |
| 214           | G-BOAG              | 21 апреля 1978  | 5 ноября 2003   | 16 239       | Museum of Flight, Сиэтл, США                                                                                           |
| 215           | F-BVFF              | 26 декабря 1978 | 11 июня 2000    | 12 421       | Аэропорт Шарль Де Голль, Париж, Франция                                                                                |
| 216           | G-BOAF              | 20 апреля 1979  | 26 ноября 2003  | 18 257       | Аэродром Филтон, Бристоль, Великобритания                                                                              |

Некоторые запасные части самолётов, такие как двигатели, воздухозаборники, шасси, находятся в экспозиции различных музеев мира.

### Восстановление
Впоследствии две группы предпринимали безуспешные попытки возобновления полётов Конкорда:
- британская группа «Спасём Конкорд» (англ. Save Concorde Group, SCG);
- французская группа «Олимпус 593» (названная в честь роллс-ройсовского двигателя Конкорда).

Работа велась над экземпляром F-BTSD в Ле Бурже, Франция. В 2010-м году группы объявили, что с помощью добровольцев-техников Air France они планируют восстановить этот экземпляр с тем, чтобы он мог передвигаться по земле под собственной тягой. В том же году группы объявили о начале работы над двигателями в музее Ле Бурже с целью восстановления самолёта до состояния, в котором он сможет выполнять демонстрационные полёты и принимать участие в воздушных парадах. Также была упомянута возможность полёта в день открытия лондонской Олимпиады 2012 года.
Кроме того, восстановлением фюзеляжа Конкорда G-BBDG занимались в Бруклендском музее в Великобритании.

## Лётно-технические характеристики

### Технические характеристики
- Экипаж: 3 человека (командир, пилот, бортинженер).
- Пассажировместимость:
  - в текущей компоновке: 92 (Air France) или 100 (British Airways).
  - максимально разрешённая: 128.
- Длина: 56,24 (61,66) м.
- Размах крыла: 25,57 м.
- Высота: 12,19 (11,58) м.
- Площадь крыла: 358,6 м².
- Коэффициент удлинения крыла: 1,85.
- Угол стреловидности по передней кромке: от 60° до 80°.
- Масса пустого: 78 700 кг.
- Максимальная взлётная масса: 187 700 кг.
- Масса полезной нагрузки: 12 000 кг.
- Масса топлива: 95 680 кг.
- Двигатели: 4× ТРДФ Rolls-Royce / SNECMA «Olympus» 593.
  - Тяга, максимальная: 140 кН.
  - Тяга на форсаже: 169 кН.
  - Расход топлива: 20 500 кг/час[11], 22 000 л/ч при числе Маха 2,0 на высоте 18 км[12].
  - Удельный расход топлива — 110,0 г/пасс.-км.

### Лётные характеристики
- Максимальная скорость: 2330 км/ч.
- Крейсерская скорость: 2150 км/ч.
- Крейсерская приборная скорость: 800 км/час[13].
- Практическая дальность: 6470 км (с нагрузкой 8845 кг при М=2,05 на высоте 16 000 м).
- Перегоночная дальность: 7250 км.
- Практический потолок: 18 300 м.
- Скороподъёмность: 25,41 м/с.
- Тяговооружённость: 0,373.
- Аэродинамическое качество:
  - на малой скорости: 3,94;
  - при М = 0,94: 11,47;
  - при М = 2,04: 7,14.
- Максимальная температура носовой части: +127 °C.

## Конкорд в кино
В 1979-м году на экраны вышел итальянский фильм «Спасите „Конкорд“!» (Concorde Affaire '79), посвящённый серии терактов и саботажей на самолётах «Конкорд» с целью их снятия с эксплуатации. В том же году в США вышел другой фильм о «Конкорде», «Аэропорт-79: „Конкорд“» (The Concorde … Airport '79) — он посвящён борьбе за спасение от серии терактов летящего из Вашингтона в Москву через Париж «Конкорда», который в конце концов совершает вынужденную посадку в Альпах.